# Madonna (piosenkarka)
Ten artykuł został nominowany do wyróżnienia „Artykuł na Medal”.
Weź udział w dyskusji na ten temat.
Madonna, właśc. Madonna Louise Ciccone (ur. 16 sierpnia 1958 w Bay City) – amerykańska piosenkarka popowa, tekściarka, kompozytorka, producentka muzyczna i filmowa, aktorka, reżyserka, scenarzystka, tancerka, gitarzystka, pisarka, przedsiębiorczyni i filantropka. Nazywana „Królową Popu”, uchodzi za jedną z najpopularniejszych, najistotniejszych i najbardziej wpływowych postaci w historii muzyki rozrywkowej oraz ikonę popkultury. Znana z kontrowersji związanych z wykorzystywaniem w swojej twórczości motywów seksualnych i religijnych, a także nowatorskiego podejścia do teledysku i koncertu.
Przez kilka lat uczyła się tańca współczesnego, a następnie występowała jako wokalistka i instrumentalistka nowojorskich zespołów muzycznych. W 1982 podpisała solowy kontrakt fonograficzny z wytwórnią Sire Records, a rok później wydała debiutancki album studyjny Madonna, po którym w krótkim czasie stała się jedną z największych gwiazd muzyki popowej lat 80. W trakcie ponad 40-letniej działalności wydała 14 albumów studyjnych, w tym bestsellerowe Like a Virgin (1984), True Blue (1986), Like a Prayer (1989), Ray of Light (1998), Music (2000) i Confessions on a Dance Floor (2005). Jej dyskografia obejmuje także trzy ścieżki dźwiękowe i cztery kompilacje, w tym The Immaculate Collection (1990), najlepiej sprzedającą się składankę solowego wykonawcy w historii. Wylansowała szereg przebojów, w tym „Like a Virgin” (1984), „Material Girl” (1985), „Into the Groove” (1985), „Papa Don’t Preach” (1986), „La Isla Bonita” (1987), „Like a Prayer” (1989), „Vogue” (1990), „Frozen” (1998), „Music” (2000), „Hung Up” (2005) i „4 Minutes” (2008).
Jako aktorka wystąpiła w ponad 20 filmach i trzech spektaklach teatralnych. Choć większość jej ról była negatywnie oceniana przez krytykę filmową, popularność przyniosły jej filmy takie jak Rozpaczliwie poszukując Susan (1985), Dick Tracy (1990), Ich własna liga (1992) i Evita (1996), za który otrzymała Złoty Glob dla najlepszej aktorki w filmie komediowym lub musicalu. Po wycofaniu się z aktorstwa wyreżyserowała filmy Mądrość i seks (2008) oraz W.E. Królewski romans (2011), do których napisała też scenariusze. Wyprodukowała dwa filmy dokumentalne poświęcone swojej karierze, W łóżku z Madonną (1991) i Sekrety Madonny (2005). Wydała książkę albumową Sex (1992) i książki obrazkowe dla dzieci. Współprowadziła przedsiębiorstwo rozrywkowe Maverick, w tym wytwórnię muzyczną Maverick Records, ponadto angażowała się w inne przedsięwzięcia biznesowe, w tym marki modowe i siłownie. Jej działalność filantropijna i aktywistyczna obejmuje między innymi działania na rzecz walki z AIDS i praw społeczności LGBT, a także prowadzenie fundacji Ray of Light Foundation i Raising Malawi.
Sprzedała ponad 400 milionów nagrań, co jest jednym z najwyższych wyników spośród wszystkich wykonawców w historii, w tym najwyższym spośród kobiet. Jej koncerty zarobiły ponad 1,6 miliarda dolarów amerykańskich, co plasuje ją w czołówce najbardziej dochodowych artystów w historii branży koncertowej. Według „Forbesa” jest jednym z najbogatszych muzyków na  świecie, ponadto wielokrotnie plasowała się na pierwszych miejscach jego rocznych list najlepiej zarabiających artystów muzycznych. Ustanowiła liczne rekordy w zakresie list przebojów oraz sprzedaży muzyki i biletów na koncerty. Jest laureatką kilkuset nagród, w tym 7 Grammy, 2 Brit, 20 MTV Video Music Awards i 2 Złotych Globów. Została wprowadzona do Rock and Roll Hall of Fame w 2008, pierwszym roku kwalifikowalności. „Billboard” okrzyknął ją artystą dekady lat 80., najwybitniejszym twórcą teledysków w historii i drugim najpopularniejszym wykonawcą w historii notowania Hot 100, zaś „Rolling Stone” uwzględnił na listach najlepszych artystów i najlepszych autorów piosenek w historii.

## Dzieciństwo i młodość

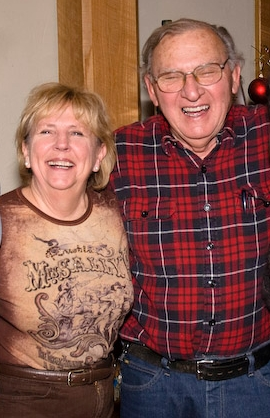
Joan i Tony Ciccone, macocha i ojciec Madonny

Madonna Louise Ciccone urodziła się 16 sierpnia 1958 w miejscowości Bay City w stanie Michigan jako trzecie z sześciorga dzieci Silvio Anthony’ego „Tony’ego” Ciccone i jego żony Madonny Louise Ciccone (z domu Fortin). Jej ojciec, którego rodzice emigrowali do Stanów Zjednoczonych z włoskiego miasta Pacentro, pracował jako inżynier do spraw projektów militarnych w Chrysler Defense, a następnie w General Dynamics Land Systems. Matka wywodziła się z rodziny frankokanadyjskiej. Wychowywała się w Pontiac na przedmieściach Detroit w katolickiej rodzinie, z braćmi Anthonym (1956–2023), Martinem (ur. 1957) i Christopherem (1960–2024) oraz siostrami Paulą (ur. 1959) i Melanie (ur. 1962). Jako że nosiła to samo imię, co matka, dla odróżnienia była w rodzinie nazywana „małą Nonnie”. 1 grudnia 1963, gdy miała pięć lat, jej matka zmarła na raka sutka. Po jej śmierci Tony zatrudniał gosposie do pomocy w wychowywaniu dzieci i prowadzeniu domu, a w 1965 poślubił jedną z nich, Joan Gustafson. Za sprawą ich małżeństwa, które trwało do śmierci Joan w 2024, miała trójkę rodzeństwa przyrodniego: brata Joeya (ur. 1967, zmarł krótko po narodzinach z powodu wady serca), siostrę Jennifer (ur. 1968) i brata Mario (ur. 1969). W Pontiac uczęszczała do katolickiej szkoły podstawowej St. Frederick’s Catholic Elementary School.
W wyniku niepokoju z powodu rozruchów w okolicach Detroit (w tym zamieszek z 1967), w 1969 rodzina Ciccone przeprowadziła się do Avon Township (współcześnie Rochester Hills), również w Michigan. Madonna uczyła się w katolickiej szkole podstawowej St. Andrew’s Catholic Elementary School, a następnie w West Junior High School. Dostawała wysokie oceny i była znana z niekonwencjonalnego zachowania, jak wykonywanie salta i stanie na rękach na korytarzach między lekcjami, zwisanie na kolanach z drabinek podczas przerw i podciąganie spódnicy. Wywołała skandal pośród lokalnej społeczności za sprawą występu w szkolnym konkursie talentów, podczas którego zatańczyła w krótkich spodenkach. Po latach wspominała, że w młodości postrzegała się jako „samotną dziewczynę, która nieustannie czegoś poszukiwała” i „chciała być kimś”. Przez krótki czas uczęszczała, za namową ojca, na lekcje gry na pianinie, a następnie, już z własnej inicjatywy, na zajęcia taneczne. Przyjęła sakrament bierzmowania, obierając trzecie imię Veronica.
Od 1972 kontynuowała naukę w szkole średniej Rochester Adams High School, gdzie była cheerleaderką. Wystąpiła w amatorskim filmie krótkometrażowym The Egg, nakręconym przez szkolnego kolegę. Uczyła się baletu w szkole prowadzonej przez Christophera Flynna, który wprowadził ją w środowisko klubów gejowskich w Detroit. W 1976, po ukończeniu szkoły średniej, otrzymała czteroletnie stypendium na nowo powołanym Wydziale Tańca Uniwersytetu Michigan w Ann Arbor, gdzie Flynn został zatrudniony jako nauczyciel. Za jego namową w 1978 zrezygnowała ze studiów i przeprowadziła się do Nowego Jorku, by tam rozwijać karierę taneczną. Po latach wspominała, że poleciała tam z tylko 35 dolarami, co nazwała najodważniejszym czynem w swoim życiu.
Zamieszkała na kilka tygodni u poznanego na ulicy mężczyzny, po czym przeprowadziła się do mieszkania wynajmowanego ze studentami tańca i zatrudniła się w barze Dunkin’ Donuts. W kolejnych miesiącach często się przeprowadzała, zazwyczaj do wynajmowanych pokoi. Dostała się na zajęcia z tańca nowoczesnego w prowadzonym przez Alvina Aileya teatrze Alvin Ailey American Dance Theater. W oczekiwaniu na rozpoczęcie semestru, latem 1978 wzięła udział w kursie na American Dance Festivalu w Durham w Karolinie Północnej. Po powrocie do Nowego Jorku zaczęła, równolegle do nauki u Aileya, uczęszczać na zajęcia do Marthy Graham w Martha Graham School. W listopadzie 1978 rozpoczęła naukę w teatrze tanecznym Pearl Lang, za namową której zatrudniła się jako szatniarka w restauracji Russian Tea Room. W tym czasie dorabiała również jako modelka na zajęciach z rysunku i w rozbieranych sesjach zdjęciowych. Wiosną 1979 zaczęła chodzić na przesłuchania do ról w filmach i teatrze. Pewnej nocy, gdy wracała do domu z próby tanecznej, została zmuszona przez grupę mierzących nożem mężczyzn do wykonania im fellatio.

## Działalność artystyczna

### 1979–1982: Początki działalności muzycznej
Wiosną 1979 z powodzeniem wzięła udział w castingu na tancerkę i chórzystkę podczas występów francuskiego piosenkarza Patricka Hernandeza. Organizujący go producenci zaoferowali jej przeprowadzkę do Paryża, gdzie chcieli nagrać z nią album i wypromować ją jako „następną Édith Piaf”. W maju 1979 zamieszkała w Paryżu w opłaconym przez nich luksusowym apartamencie przy parku Monceau. Producenci zorganizowali jej zajęcia ze śpiewu i tańca oraz zapoznawali z wpływowymi osobami. W ramach trasy koncertowej Hernandeza wystąpiła w Tunezji. Była jednak niezadowolona ze współpracy i odrzucała wszystkie proponowane piosenki. W sierpniu 1979 powróciła do Nowego Jorku i wprowadziła się do opuszczonej synagogi na Queens, gdzie mieszkał jej ówczesny partner, muzyk Dan Gilroy. Postanowiwszy, że chce rozwinąć karierę muzyczną, zaczęła się uczyć od niego gry na gitarze i perkusji oraz pisać piosenki. Również w 1979 zadebiutowała jako aktorka w niskobudżetowym, niezależnym filmie A Certain Sacrifice, który został wydany dopiero w 1985, na fali jej popularności.
W 1979 założyła z Gilroyem i grupą znajomych zespół muzyczny Breakfast Club, w którym śpiewała oraz grała na gitarze i perkusji. Zajmowała się także jego promocją, organizując występy w klubach nocnych i rozmowy z wytwórniami muzycznymi. Po pierwszym koncercie zrezygnowała z gry na gitarze i perkusji, by skupić się tylko na śpiewaniu. Jako że pozostali członkowie grupy nie pozwolili jej zostać główną wokalistką, wiosną 1980 wraz z dwoma innymi członkami opuściła Breakfast Club i założyła nowy zespół, Madonna and the Sky, który szybko się rozpadł. Namówiła partnera z czasów studenckich, Stephena Braya, do wyprowadzki do Nowego Jorku i rozwijania z nią kariery muzycznej. Zamieszkali w ośrodku muzycznym The Music Building, gdzie znajdowało się także biuro wytwórni muzycznej Gotham Records, prowadzone przez Camille Barbone. Wraz z grupą znajomych założyli rockowy zespół Emmy (czasami nazywany Emmy & the Emmys). W marcu 1981 podpisała kontrakt z Gotham Records, a Barbone została jej menedżerką. Jako że przedstawiciele Gotham Records chcieli wypromować ją jako artystkę solową, rozwiązała Emmy, a w czerwcu 1981 zaczęła z Brayem nagrywać demo. Wraz z Barbone wykreowała wizerunek, stanowiący połączenie nowej fali i rockowej artystki. Co najmniej dziewięć wytwórni wyraziło wstępne zainteresowanie podpisaniem z nią kontraktu po wysłuchaniu demo.
8 października 1981 zagrała w Nowym Jorku pierwszy solowy koncert. W kolejnych miesiącach pozostawała w napiętych stosunkach z Barbone, która usiłowała wypromować ją jako artystkę rockową, choć ona sama chciała się ukierunkować na muzykę taneczną. W lutym 1982 zerwała współpracę menedżerską i anulowała kontrakt z Gotham Records. We współpracy z Brayem nagrała demo z czterema piosenkami, w tym „Everybody”. Aby się wypromować, zaczęła samodzielnie prezentować nagrania DJ-om w klubach nocnych i prosić ich o organizowanie spotkań z przedstawicielami wytwórni muzycznych. Mark Kamins, pracujący jako DJ w klubie Danceteria i w dziale A&R wytwórni Island Records, zaaranżował jej spotkania z przedstawicielami Island Records i Geffen Records, którzy nie byli jednak zainteresowani podpisaniem kontraktu. Chęć współpracy wyraził Michael Rosenblatt, pracujący w dziale A&R wytwórni Sire Records, oddziału Warner Bros. Records. Zaoferował jej wstępnie umowę na dwa single, obejmującą 5 tysięcy dolarów zaliczki i honoraria autorskie. Madonna i Kamins odwiedzili w szpitalu Seymoura Steina, prezesa Sire Records, który zaaprobował współpracę. Mimo początkowej niechęci przedstawicieli Warner Bros. Records, Sire Records podpisało z nią umowę na trzy single, z zaliczką w wysokości 15 tysięcy dolarów za każdy, a także z 2,5 tysiącami dolarów zaliczki za każdą napisaną piosenkę i opcją przedłużenia na album. Latem 1982 nagrała „Everybody” na nowo, angażując Kaminsa jako producenta muzycznego.

### 1982–1989
6 października 1982 wydała debiutancki singel „Everybody”. Zyskał on popularność w klubach nocnych, dzięki czemu dotarł do trzeciego miejsca listy przebojów „Billboardu” Dance Club Songs. W ramach promocji zaczęła grać krótkie koncerty w amerykańskich klubach i występować w programach telewizyjnych. Po raz pierwszy zaprezentowała „Everybody” na żywo 18 grudnia 1982 w nowojorskim klubie Danceteria. W lutym 1983 odbyła podróż promocyjną do Londynu, gdzie zagrała między innymi w teatrze Camden Palace. Wytwórnia Sire Records, zachęcona sukcesem singla, zatrudniła producenta Reggiego Lucasa do pracy nad jej debiutanckim albumem studyjnym. 9 marca 1983 wydała drugi singel z utworami „Burning Up” i „Physical Attraction”, który również dotarł do trzeciego miejsca listy Dance Club Songs, ponadto zdobył popularność w Australii, gdzie uplasował się na 13. pozycji krajowego notowania. Madonna, niezadowolona z brzmienia, zaangażowała swojego ówczesnego partnera, Johna „Jellybeana” Beniteza, do dokonania producenckich poprawek w nagranych utworach. W maju 1983 jej menedżerem został Freddy DeMann, współpracujący w ostatnich latach z Michaelem Jacksonem.
Album Madonna został wydany 27 lipca 1983. Na początku września 1983 po raz pierwszy dostał się na amerykańską listę sprzedaży Billboard 200. 7 września 1983 ukazał się trzeci promujący go singel, „Holiday”. Piosenka zdobyła popularność na świecie, docierając do 16. miejsca amerykańskiego notowania Hot 100 „Billboardu” oraz do pierwszych dziesiątek między innymi w Wielkiej Brytanii i Australii. W styczniu 1984 wykonała „Holiday” w popularnych programach telewizyjnych: amerykańskim American Bandstand i brytyjskim Top of the Pops. Kolejno 15 lutego i 8 sierpnia 1984 wydała następne single, „Borderline” i „Lucky Star”, które uplasowały się w pierwszej dziesiątce Hot 100. W kwietniu 1984 rozpoczęła z Nilem Rodgersem pracę nad drugim albumem. W maju 1984 Madonna został w Stanach certyfikowany przez Recording Industry Association of America (RIAA) złotem, zaś w sierpniu 1984 platyną. Na rosnącą popularność Madonny wpłynęła emisja jej teledysków w kanale telewizyjnym MTV, który nominował ją w kategorii najlepszy nowy artysta do nagród MTV Video Music Awards 1984. 14 września 1984 dała podczas ceremonii ich wręczenia szeroko komentowany w mediach występ z niewydaną jeszcze piosenką „Like a Virgin”. W październiku 1984 album Madonna osiągnął swoją najwyższą, ósmą pozycję na Billboard 200. Do dziś jego światowa sprzedaż przekroczyła 10 milionów egzemplarzy, a w Stanach został certyfikowany pięciokrotną platyną.

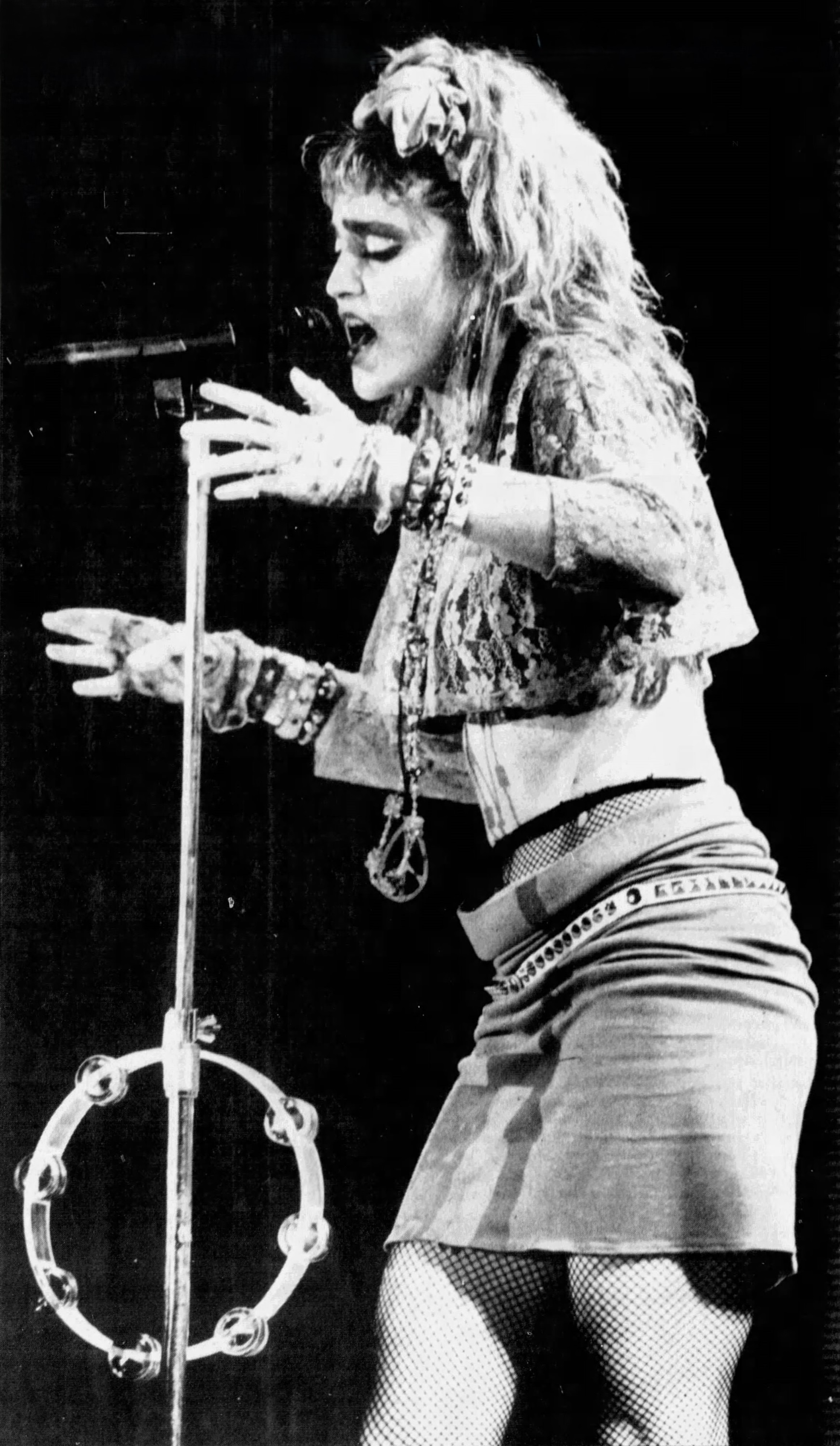
Madonna podczas koncertu w Tampie w ramach trasy The Virgin Tour (1985)

12 listopada 1984 wydała drugi album studyjny, Like a Virgin, w całości wyprodukowany przez Nile’a Rodgersa. Mimo mieszanych recenzji krytyków muzycznych, od razu okazał się bestsellerem, a „The New York Times” porównał jego popularność w sklepach do Beatlemanii z lat 60. Dotarł do pierwszych miejsc list sprzedaży między innymi w Stanach i Wielkiej Brytanii, a także na ogólnoeuropejskim notowaniu „Billboardu” European Top 100 Albums. Pierwszy promujący go singel, „Like a Virgin”, uplasował się na szczytach notowań w Stanach, Australii i na ogólnoeuropejskim European Hot 100 Singles oraz na trzecim miejscu w Wielkiej Brytanii. Do pierwszych piątek w Stanach i Wielkiej Brytanii dotarły też kolejne promujące go single: „Material Girl”, „Angel” i „Dress You Up”. W lipcu 1985 Like a Virgin, jako pierwszy w historii album wydany przez kobietę, przekroczył próg 5 milionów sprzedanych egzemplarzy w Stanach. Do dziś sprzedał się na świecie w ponad 21 milionach egzemplarzy, a w Stanach został certyfikowany diamentem.
15 lutego 1985 odbyła się premiera filmu Zwariowałem dla ciebie w reżyserii Harolda Beckera, w którym wystąpiła w roli cameo jako piosenkarka w klubie. Nagrała na potrzeby jego ścieżki dźwiękowej dwa utwory, w tym singel „Crazy for You”, który dotarł do pierwszego miejsca Hot 100 i otrzymał nominację do Grammy w kategorii najlepszy kobiecy popowy występ wokalny. 29 marca 1985 ukazał się film Rozpaczliwie poszukując Susan w reżyserii Susan Seidelman, w którym wystąpiła w roli drugoplanowej jako Susan Thomas, choć była promowana jako jedna z dwóch głównych gwiazd. Nagrała do niego utwór „Into the Groove”, który jako singel dotarł do pierwszych miejsc w Wielkiej Brytanii, Australii i na European Hot 100 Singles. Od 10 kwietnia do 11 czerwca 1985 odbyła swoją pierwszą trasę koncertową, The Virgin Tour, obejmującą Stany Zjednoczone i Kanadę. Choć początkowy plan zakładał występy w teatrach, ze względu na wysoki popyt organizatorzy ogłaszali dodatkowe koncerty w większych obiektach. Trasa przyniosła ponad 5 milionów dolarów dochodu. 13 lipca 1985 wystąpiła w Filadelfii na jednym z dwóch koncertów charytatywnych Live Aid, których światowa transmisja telewizyjna zgromadziła około 1,9 miliarda widzów. 13 listopada 1985 ukazał się koncertowy album wideo Madonna Live: The Virgin Tour.
30 czerwca 1986 wydała trzeci album studyjny, True Blue, nagrany we współpracy ze Stephenem Brayem i Patrickem Leonardem. Dotarł on do pierwszych miejsc list sprzedaży w 28 państwach, co było najwyższym wynikiem w historii przemysłu muzycznego. Nieprzerwanie przez 31 tygodni (od sierpnia 1986 do marca 1987) zajmował pierwsze miejsce europejskiego notowania European Top 100 Albums. Był promowany pięcioma singlami: „Live to Tell”, „Papa Don’t Preach”, „True Blue”, „Open Your Heart” i „La Isla Bonita”. Trzy z nich dotarły do pierwszych miejsc w Stanach i Wielkiej Brytanii, a cztery na European Hot 100 Singles. „Papa Don’t Preach” otrzymał nominację do Grammy jako najlepszy kobiecy popowy występ wokalny. True Blue był najlepiej sprzedającym się albumem 1986 roku i najlepiej sprzedającym się albumem wydanym przez kobietę w historii. Rozszedł się w ponad 25 milionach egzemplarzy, co plasuje go pośród najlepiej sprzedających się albumów w historii.

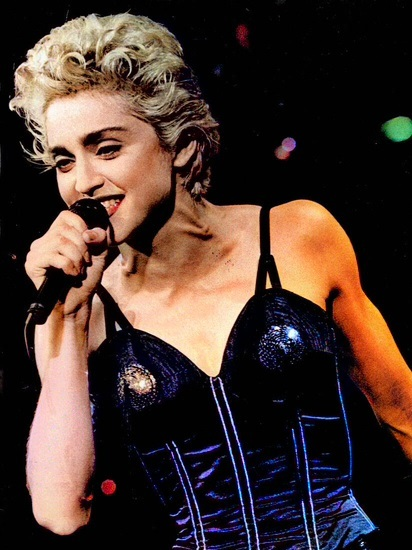
Madonna podczas koncertu w East Troy w ramach trasy Who’s That Girl World Tour (1987)

Od 28 do 31 sierpnia 1986 zagrała w trzech spektaklach Goose and Tom-Tom w Nowym Jorku. 29 sierpnia 1986 odbyła się premiera filmu Niespodzianka z Szanghaju, w którym zagrała główną rolę u boku ówczesnego męża, Seana Penna. Został on negatywnie odebrany przez krytyków filmowych i odniósł porażkę w box office. Od 14 czerwca do 6 września 1987 odbyła trasę koncertową Who’s That Girl World Tour, w większości stadionową, obejmującą Japonię, Europę, Stany Zjednoczone i Kanadę. Jej łączny dochód wyniósł 25 milionów dolarów. 6 sierpnia 1987 odbyła się premiera filmu komediowego Kim jest ta dziewczyna? w reżyserii Jamesa Foleya, w którym wcieliła się w główną rolę Nikki Finn. Jego premierę poprzedziło wydanie 21 lipca 1987 ścieżki dźwiękowej Who’s That Girl, na którą nagrała cztery utwory. Album sprzedał się w 6 milionach egzemplarzy. Tytułowy singel „Who’s That Girl” dotarł do pierwszych miejsc w Stanach i Wielkiej Brytanii, ponadto otrzymał nominację do Złotego Globa jako najlepsza piosenka oryginalna.
17 listopada 1987 wydała album You Can Dance z remiksami swoich piosenek, który za sprawą 5 milionów kupionych egzemplarzy stał się najlepiej sprzedającym się remix albumem w historii. 24 maja 1988 wydała album wideo Ciao Italia: Live from Italy, zawierający nagrania z trasy Who’s That Girl World Tour. Od 3 maja do 28 sierpnia 1988 występowała w jednej z głównych ról w sztuce Davida Mameta Przerżnąć sprawę na Broadwayu. Zebrała ona pozytywne recenzje i wygenerowała wysoką sprzedaż biletów, co media przypisywały przede wszystkim jej występowi. 21 marca 1989 wydała czwarty album studyjny, Like a Prayer, nagrany we współpracy z Patrickem Leonardem i Stephenem Brayem. Zyskał on powszechne uznanie krytyków muzycznych oraz dotarł do pierwszych miejsc list sprzedaży między innymi w Stanach i Wielkiej Brytanii. Jego światowa sprzedaż przekroczyła 15 milionów egzemplarzy. Pierwszy promujący go singel, „Like a Prayer”, osiągnął szczyty notowań między innymi w Stanach i Wielkiej Brytanii, zaś kolejne dwa, „Express Yourself” i „Cherish”, dotarły do pierwszych piątek. 3 listopada 1989 na ekrany kin wszedł film Ogary z Broadwayu w reżyserii Howarda Brooknera, w którym wystąpiła w roli drugoplanowej jako Hortense Hathaway.

### 1990–1999
Od 13 kwietnia do 5 sierpnia 1990 odbyła trasę koncertową Blond Ambition World Tour, obejmującą Japonię, Stany Zjednoczone, Kanadę i Europę. Finałowy występ w Nicei był emitowany w tym samym dniu przez amerykański kanał HBO, gromadząc 4,5 miliona widzów. Trasa przyniosła łącznie 62,7 miliona dolarów dochodu. 14 czerwca 1990 odbyła się premiera filmu Dick Tracy w reżyserii Warrena Beatty’ego, adaptacji komiksu o detektywie Dicku Tracym, w którym wystąpiła w drugoplanowej roli femme fatale Breathless Mahoney. Odniósł on sukces komercyjny, gromadząc 163 miliony dolarów dochodu. Poza występem aktorskim, nagrała do niego trzy utwory autorstwa Stephena Sondheima, w tym „Sooner or Later”, dzięki któremu Sondheim zdobył Oscara za najlepszą piosenkę oryginalną. Premierę Dicka Tracy’ego poprzedziła wydaniem 22 maja 1990 albumu I’m Breathless, formalnie klasyfikowanego jako ścieżka dźwiękowa, choć poza trzema utworami z filmu znalazły się na nim dodatkowe, które nagrała głównie we współpracy z Patrickiem Leonardem. Dotarł on do drugich miejsc list sprzedaży w Stanach i Wielkiej Brytanii oraz sprzedał się w 7 milionach egzemplarzy. Promujący go singel „Vogue” zajął pierwsze miejsca notowań w ponad 30 państwach, w tym Stanach i Wielkiej Brytanii.

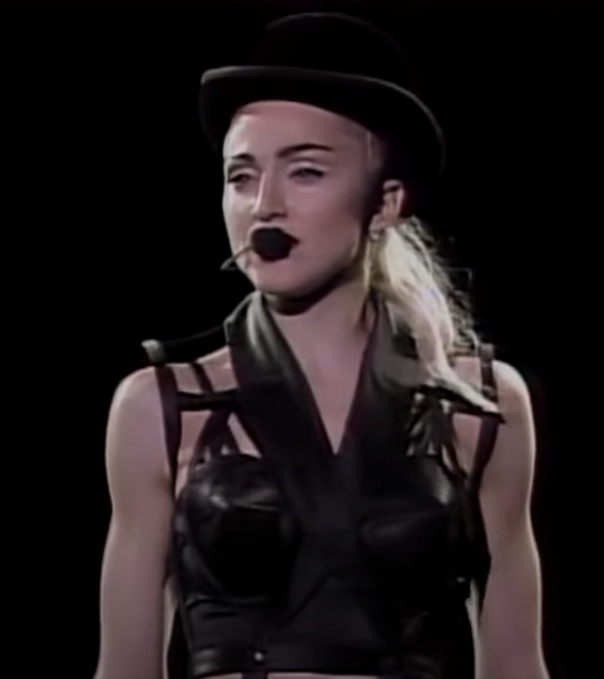
Madonna podczas koncertu w ramach trasy Blond Ambition World Tour (1990)

13 listopada 1990 wydała kompilację swoich największych przebojów, The Immaculate Collection. W Wielkiej Brytanii zajmowała ona pierwsze miejsce listy sprzedaży UK Albums Chart przez dziewięć tygodni, najdłużej spośród wszystkich dotychczasowych albumów wydanych przez kobiety, zaś w Stanach została certyfikowana diamentem. Na całym świecie rozeszła się w 30 milionach egzemplarzy, co czyni ją jednym z najlepiej sprzedających się albumów w historii, w tym najlepiej spośród składanek wykonawców solowych. Poza starszymi utworami, znalazły się na niej dwa premierowe, w tym singel „Justify My Love”, który dotarł do pierwszego miejsca Hot 100. Nagrany do niego teledysk został wydany na kasecie VHS i rozszedł się w milionie egzemplarzy, dzięki czemu stał się najlepiej sprzedającym się singlem wideo w historii. 13 grudnia 1990 wydała koncertowy album wideo Blond Ambition World Tour Live, za który zdobyła swoją pierwszą nagrodę Grammy, w kategorii najlepszy pełnometrażowy teledysk. 25 marca 1991 wykonała „Sooner or Later” na 63. ceremonii wręczenia Oscarów.
10 maja 1991 odbyła się premiera filmu dokumentalnego W łóżku z Madonną w reżyserii Aleka Keshishiana, przedstawiającego kulisy trasy Blond Ambition World Tour, przeplatane fragmentami występów. Zarobił on w kinach 29 milionów dolarów, dzięki czemu stał się najbardziej dochodowym dokumentem w historii. W kwietniu 1992 podpisała umowę z Warner Bros. Records, na mocy której założyła własną wytwórnię Maverick Records, a także zyskała zaliczkę w wysokości 5 milionów dolarów za każdy z zakontraktowanych siedmiu albumów (w tym trzech na mocy obowiązującej nadal umowy z Sire Records) oraz 20% przychodów z tantiem, co było najwyższym wynikiem w branży muzycznej (na równi z Michaelem Jacksonem). 1 lipca 1992 ukazał się film Ich własna liga w reżyserii Penny Marshall, w którym zagrała drugoplanową rolę baseballistki Mae Mordabito. Poza występem aktorskim, nagrała na jego potrzeby utwór „This Used to Be My Playground”, który dotarł do pierwszego miejsca Hot 100 i został nominowany do Złotego Globa w kategorii najlepsza piosenka oryginalna.
20 października 1992 wydała piąty album studyjny, Erotica, a dzień później książkę Sex. Album Erotica, pierwszy wydany w Maverick Records, został nagrany we współpracy z Shepem Pettibonem i André Bettsem. Dotarł do drugich miejsc notowań w Stanach i Wielkiej Brytanii, a jego sprzedaż wyniosła 6 milionów egzemplarzy, co było najniższym wynikiem spośród jej dotychczasowych albumów studyjnych. Pierwszy promujący go singel, „Erotica”, dotarł do trzecich miejsc w Stanach i Wielkiej Brytanii. Kolejne single odniosły umiarkowany lub niewielki sukces na listach przebojów. Sex, wydany w formie fotoksiążki, zawierał jej teksty poświęcone erotyce, ilustrowane zdjęciami w charakterze softcore autorstwa Stevena Meisela, do których pozowała z grupą modeli. Mimo negatywnego odbioru w mediach, Sex wyprzedał w kilka dni cały nakład 1,5 milionów egzemplarzy, stając się najlepiej i najszybciej kupowaną książką typu na stolik kawowy w historii. Kolejno 7 stycznia i 11 września 1993 odbyły się premiery filmów, w których wcieliła się w główne role: Sideł miłości w reżyserii Uliego Edela i Niebezpiecznej gry w reżyserii Abela Ferrary. Oba zostały negatywnie odebrane przez krytykę filmową i poniosły porażkę finansową.

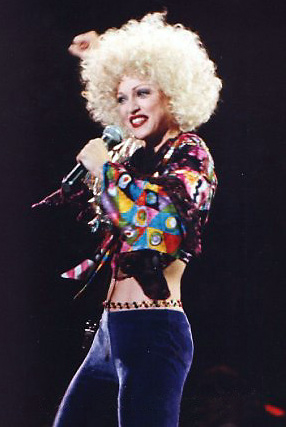
Madonna podczas koncertu w ramach trasy The Girlie Show (1993)

Od 25 września do 19 grudnia 1993 odbyła trasę koncertową The Girlie Show, obejmującą Europę, Bliski Wschód, obie Ameryki, Australię i Japonię. Występy zarobiły łącznie 70 milionów dolarów. Koncert w Sydney ukazał się 26 kwietnia 1994 na albumie wideo The Girlie Show: Live Down Under. 8 marca 1994 wydała singel „I’ll Remember”, nagrany na potrzeby filmu Z honorami. Dotarł on do drugiego miejsca Hot 100 oraz otrzymał nominację do Złotego Globa za najlepszą piosenkę oryginalną. 25 października 1994 wydała szósty album studyjny, Bedtime Stories, nagrany głównie we współpracy z Nelleem Hooperem, Dallasem Austinem i Dave’em Hallem, za który otrzymała nominację do Grammy w kategorii najlepszy album popowy. Dotarł do trzeciego miejsca w Stanach i drugiego w Wielkiej Brytanii oraz sprzedał się w 8 milionach egzemplarzy. Pierwszy promujący go singel, „Secret”, dotarł do czołówek list przebojów na świecie, zaś drugi, „Take a Bow”, zajmował pierwsze miejsce Hot 100 przez sześć tygodni, najdłużej spośród wszystkich jej utworów. 16 września 1995 odbyła się premiera filmu Cztery pokoje, w którym wystąpiła w roli drugoplanowej jako Elspeth.
3 listopada 1995 wydała kompilację swoich ballad, Something to Remember. Poza starszymi utworami, znalazły się na niej dwa premierowe, nagrane z Davidem Fosterem, w tym singel „You’ll See”, który dotarł do pierwszych dziesiątek w Stanach i Wielkiej Brytanii. Album sprzedał się w 10 milionach egzemplarzy. 14 grudnia 1996 odbyła się premiera filmu muzycznego Evita w reżyserii Alana Parkera, adaptacji musicalu pod tym samym tytułem autorstwa Andrew Lloyda Webbera i Tima Rice’a. Wcieliła się w nim w główną rolę Evy Perón, pierwszej damy Argentyny. Film odniósł sukces komercyjny, zarabiając 141 milionów dolarów. Rola została pozytywnie odebrana przez krytyków filmowych i przyniosła jej Złotego Globa dla najlepszej aktorki w filmie komediowym lub musicalu. Premierę filmu poprzedziło wydanie 12 listopada 1996 ścieżki dźwiękowej Evita, która dotarła do pierwszego miejsca w Wielkiej Brytanii i drugiego w Stanach oraz sprzedała się w 7 milionach egzemplarzy. Poza interpretacjami utworów z musicalu, nagrała na jego potrzeby premierowy utwór „You Must Love Me”, dzięki któremu Webber i Rice zdobyli Oscara za najlepszą piosenkę oryginalną. Promujący album singel „Don’t Cry for Me Argentina” odniósł sukces komercyjny, docierając do pierwszych miejsc na European Hot 100 Singles i w Wielkiej Brytanii. 24 marca 1997 wykonała „You Must Love Me” na 69. ceremonii wręczenia Oscarów.
22 lutego 1998 wydała siódmy album studyjny, Ray of Light, nagrany głównie we współpracy z Williamem Orbitem i Patrickiem Leonardem. Zyskał on powszechne uznanie krytyków muzycznych i został nagrodzony Grammy w kategorii najlepszy album popowy, ponadto otrzymał nominację jako album roku. Dotarł do pierwszych miejsc notowań w 17 państwach, zaś w Stanach do drugiej pozycji na Billboard 200, a jego sprzedaż przekroczyła 16 milionów egzemplarzy. Pierwszy promujący go singel, „Frozen”, dotarł do pierwszego miejsca w Wielkiej Brytanii i drugiego w Stanach. Sukces na listach przebojów odniosły także kolejne single, „Ray of Light” i „The Power of Good-Bye”. „Ray of Light” przyniósł jej nagrody Grammy w kategoriach najlepsze nagranie taneczne i najlepszy teledysk krótkometrażowy oraz nominację jako nagranie roku, a także statuetkę MTV Video Music Award za teledysk roku. 24 lutego 1999 wykonała utwór „Nothing Really Matters” na 41. ceremonii wręczenia nagród Grammy. 19 maja 1999 wydała singel „Beautiful Stranger”, nagrany na potrzeby filmu Austin Powers: Szpieg, który nie umiera nigdy. Otrzymała dzięki niemu nagrodę Grammy za najlepszą piosenkę napisaną dla filmu, programu telewizyjnego lub innego medium wizualnego i nominację do Złotego Globa za najlepszą piosenkę oryginalną.

### 2000–2009

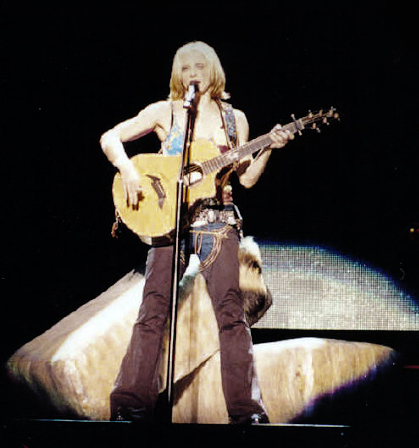
Madonna podczas koncertu w ramach trasy Drowned World Tour (2001)

3 marca 2000 odbyła się premiera filmu Układ prawie idealny w reżyserii Johna Schlesingera, w którym wcieliła się w główną rolę Abbie Reynolds. Nagrała dwa utwory na potrzeby jego ścieżki dźwiękowej, w tym cover „American Pie” Dona McLeana, który jako singel dotarł do pierwszych miejsc w Wielkiej Brytanii i na European Hot 100 Singles. 18 września 2000 wydała ósmy album studyjny, Music, nagrany głównie we współpracy z Mirwaisem Ahmadzaïm i Williamem Orbitem, za który otrzymała nominację do Grammy w kategorii najlepszy popowy album wokalny. Dotarł do pierwszych miejscach notowań w 23 państwach, w tym Stanach i Wielkiej Brytanii, a jego sprzedaż przekroczyła 11 milionów egzemplarzy. Pierwszy promujący go singel, „Music”, osiągnął szczyty list w 25 państwach, w tym w Stanach i Wielkiej Brytanii, ponadto otrzymał nominacje do Grammy w kategoriach nagranie roku i najlepszy kobiecy popowy występ wokalny. 29 listopada 2000 zagrała koncert w Brixton Academy w Londynie, który za sprawą 9 milionów widzów pobił rekord największej oglądalności w historii transmisji internetowych na żywo. 21 lutego 2001 wykonała „Music” na 43. ceremonii wręczenia nagród Grammy.
Od 9 czerwca do 15 września 2001 odbyła trasę koncertową Drowned World Tour, obejmującą Europę i Stany Zjednoczone. Za sprawą 74 milionów zarobionych dolarów była najbardziej dochodową trasą 2001 spośród wykonawców solowych. Występ w Auburn Hills był emitowany na żywo przez HBO, gromadząc 5,7 miliona widzów, a 13 listopada 2001 ukazał się na albumie wideo Drowned World Tour 2001. Tego samego dnia wydała swoją drugą kompilację największych przebojów, GHV2, obejmującą nagrania z lat 1991–2000. Sprzedała się ona w 7 milionach egzemplarzy. Od 23 maja do 13 lipca 2002 grała główną rolę w sztuce Up for Grabs na West Endzie. 11 października 2002 na ekrany kin wszedł film Rejs w nieznane w reżyserii jej ówczesnego męża, Guya Ritchiego, w którym wystąpiła w głównej roli Amber Leighton. Pod wpływem kolejnej porażki finansowej swojego filmu i negatywnego odbioru pośród krytyków filmowych zrezygnowała z dalszej kariery aktorskiej. 20 listopada 2002 odbyła się premiera filmu Śmierć nadejdzie jutro z serii James Bond, w którym wystąpiła w roli cameo jako nauczycielka szermierki. Nagrała jego główny motyw muzyczny, „Die Another Day”, który dotarł do pierwszych dziesiątek w Stanach i Wielkiej Brytanii oraz otrzymał nominację do Złotego Globa w kategorii najlepsza piosenka oryginalna. Od 28 marca 2003 w galerii sztuki Deitch Projects w Nowym Jorku była prezentowana instalacja artystyczna X-STaTIC PRO=CeSS, którą przygotowała we współpracy z fotografem Stevenem Kleinem.

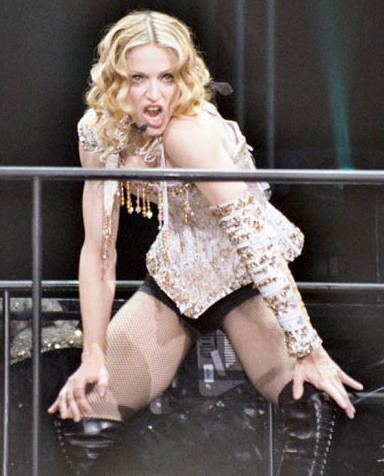
Madonna podczas koncertu w Nowym Jorku w ramach trasy Re-Invention World Tour (2004)

21 kwietnia 2003 wydała dziewiąty album studyjny, American Life, nagrany głównie we współpracy z Mirwaisem Ahmadzaïm. Choć zadebiutował na pierwszych miejscach w Stanach i Wielkiej Brytanii, odnotował słabsze wyniki sprzedaży niż jej poprzednie albumy studyjne, rozchodząc się w 5 milionach egzemplarzy na świecie. Promujące go single odniosły umiarkowany lub niewielki sukces komercyjny. Zagrała gościnnie w wyemitowanym 24 kwietnia 2003 odcinku sitcomu Will & Grace. 27 sierpnia 2003 dała na gali MTV Video Music Awards 2003 wspólny występ z Britney Spears, Christiną Aguilerą i Missy Elliott, szeroko komentowany w mediach ze względu na jej pocałunki z dwoma pierwszymi. W marcu 2003 ogłosiła podpisanie z wydawnictwami Callaway Arts & Entertainment i Penguin Group umowy na wydanie pięciu książek obrazkowych dla dzieci. 15 września 2003 opublikowała pierwszą z nich, Angielskie Różyczki. Zadebiutowała ona na pierwszym miejscu amerykańskiej listy bestsellerów dziecięcych „The New York Timesa” i sprzedała się w ponad milionie egzemplarzy, ponadto ustanowiła rekord najszybciej sprzedającej się książki obrazkowej debiutującego pisarza.
14 października 2003 ukazał się singel Britney Spears „Me Against the Music” z jej gościnnym udziałem, który dotarł do pierwszego miejsca na European Hot 100 Singles i drugiego w Wielkiej Brytanii. 19 listopada 2003 opublikowała drugą książkę, Jabłka pana Peabody’ego, z którą ponownie zadebiutowała na pierwszym miejscu notowania literatury dziecięcej „The New York Timesa”. 24 listopada 2003 wydała minialbum Remixed & Revisited, zawierający głównie remiksy utworów z American Life. Od 24 maja do 14 września 2004 odbyła trasę koncertową Re-Invention World Tour, obejmującą Stany Zjednoczone, Kanadę i Europę. Za sprawą zarobionych 125 milionów dolarów była to najbardziej dochodowa trasa 2004. W czerwcu 2004 zakończyła współpracę z wytwórnią Maverick Records i od tej pory nagrywała tylko dla Warner Bros. Records. Kolejno 21 czerwca 2004, 8 listopada 2004 i 7 czerwca 2005 wydała pozostałe trzy książki: Jakub i siedmiu złodziei, The Adventures of Abdi oraz Lotsa de Casha. 2 lipca 2005 wystąpiła w Londynie na koncercie charytatywnym Live 8. 21 października 2005 telewizja MTV wyemitowała film dokumentalny Sekrety Madonny w reżyserii Jonasa Åkerlunda, przedstawiający kulisy trasy Re-Invention World Tour, przeplatane fragmentami występów. 

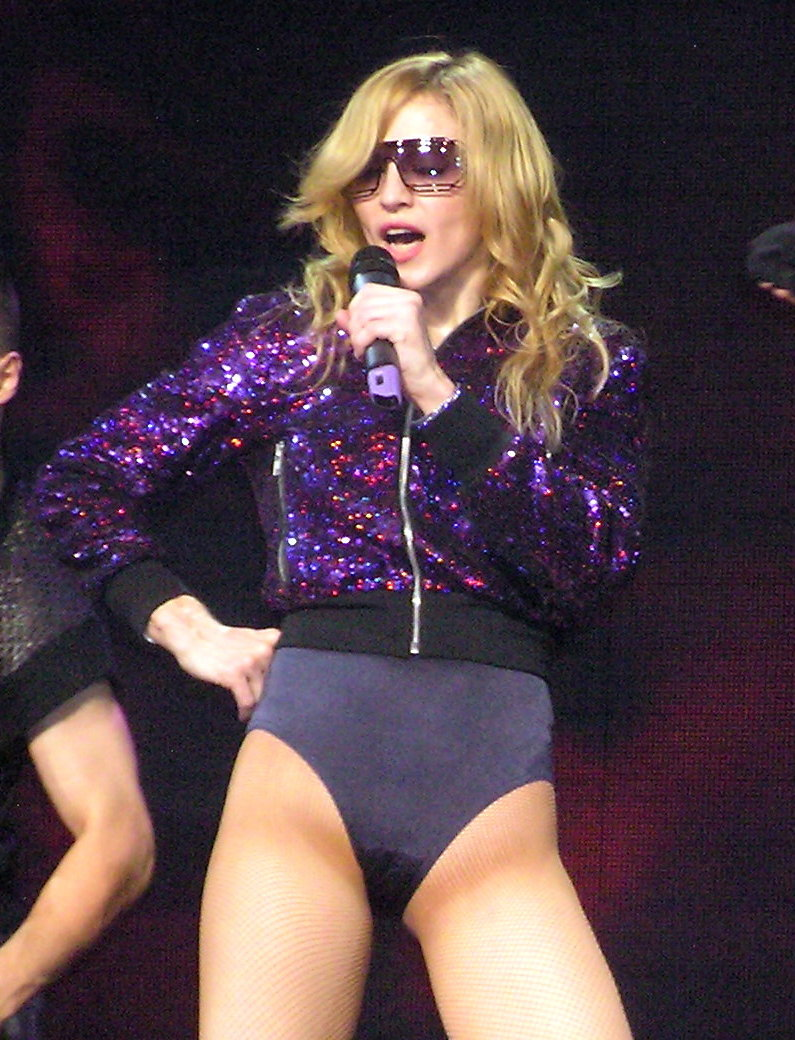
Madonna podczas koncertu we Fresno w ramach trasy Confessions Tour (2006)

9 listopada 2005 wydała dziesiąty album studyjny, Confessions on a Dance Floor, nagrany głównie we współpracy ze Stuartem Pricem. Zyskał on powszechnie uznanie krytyków muzycznych i został uhonorowany nagrodą Grammy w kategorii najlepszy album elektroniczny / taneczny. Jego światowa sprzedaż przekroczyła 10 milionów egzemplarzy. Za sprawą Confessions on a Dance Floor i pierwszego promującego go singla, „Hung Up”, ustanowiła rekordy największej liczby państw, w których dotarła do pierwszych miejsc notowań albumów (40) i utworów (41). Zarówno „Hung Up”, jak i kolejny singel, „Sorry”, osiągnęły szczytowe pozycje między innymi w Wielkiej Brytanii i na European Hot 100 Singles. 8 lutego 2006 wykonała „Hung Up” na 48. ceremonii wręczenia nagród Grammy, a 30 kwietnia 2006 zagrała koncert na festiwalu muzycznym Coachella.  Od 21 maja do 21 września 2006 odbyła trasę koncertową Confessions Tour, obejmującą Stany Zjednoczone, Kanadę, Europę i Japonię. Występy zarobiły 195 milionów dolarów, co przełożyło się na ustanowienie rekordu najbardziej dochodowej trasy zagranej przez kobietę w historii. 20 czerwca 2006 wydała swój pierwszy album koncertowy, I’m Going to Tell You a Secret, zawierający nagrania z trasy Re-Invention World Tour (2004), wraz z filmem Sekrety Madonny na DVD. 28 listopada 2006 odbyła się premiera filmu Artur i Minimki w reżyserii Luca Bessona, w którego anglojęzycznej wersji językowej wystąpiła w roli dubbingowej jako księżniczka Selenia. 26 stycznia 2007 wydała album koncertowy i wideo The Confessions Tour, za który otrzymała nagrodę Grammy w kategorii najlepszy pełnometrażowy teledysk.
7 lipca 2007 wystąpiła na koncercie charytatywnym Live Earth w Londynie, gdzie zaprezentowała między innymi powstały na tę okazję utwór „Hey You”.  13 lutego 2008 na 58. MFF w Berlinie odbyła się premiera komediodramatu Mądrość i seks, którym zadebiutowała jako reżyserka i scenarzystka. Opowiada on o ukraińskim imigrancie, który usiłuje zrealizować marzenie o karierze muzycznej poprzez wcielanie się w dominatrix. Film został negatywnie odebrany przez krytykę filmową i poniósł porażkę finansową. 18 kwietnia 2008 wydała jedenasty album studyjny, Hard Candy, nagrany we współpracy z The Neptunes, Timbalandem i Justinem Timerlakiem. Dotarł on do pierwszych miejsc list sprzedaży w 37 państwach, w tym Stanach i Wielkiej Brytanii. Sprzedał się w 4 milionach egzemplarzy. Pierwszy promujący go singel, „4 Minutes”, nagrany z gościnnym udziałem Timberlake’a i Timbalanda, osiągnął pierwsze pozycje notowań w 21 państwach, w tym w Wielkiej Brytanii, zaś w Stanach dotarł do trzeciego miejsca Hot 100. 24 kwietnia 2008 odbyła się premiera filmu dokumentalnego Jestem, bo jesteśmy o ofiarach AIDS w Malawi, nad którym pracowała jako narratorka, producentka i scenarzystka.

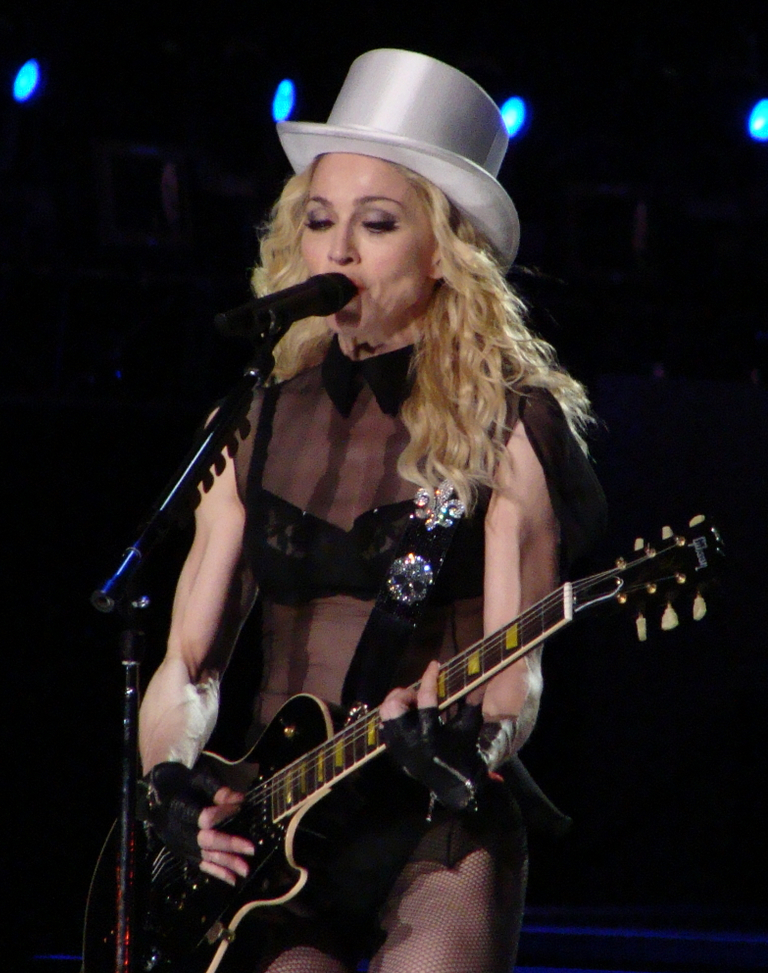
Madonna podczas koncertu w Lizbonie w ramach trasy Sticky & Sweet Tour (2008)

23 sierpnia 2008 rozpoczęła trasę koncertową Sticky & Sweet Tour. Jej pierwsza część, obejmująca Europę i obie Ameryki, trwała do 21 grudnia 2008. Zarobiła 282 miliony dolarów, dzięki czemu była najbardziej dochodową trasą 2008 i najbardziej dochodową spośród wszystkich tras wykonawców solowych w historii. W styczniu 2009 ogłosiła kolejny cykl występów, które odbyły się od 4 lipca do 2 września 2009 w Europie i Izraelu. 15 sierpnia 2009 zagrała na Lotnisku Bemowo w Warszawie swój pierwszy koncert w Polsce. Łącznie dwuletnia trasa zarobiła 408 miliony dolarów, stając się drugą najbardziej dochodową w historii. 18 września 2009 wydała kompilację największych przebojów, Celebration, wieńczącą współpracę z wytwórnią Warner Bros. Records. Album dotarł do pierwszych miejsc w Wielkiej Brytanii i na European Top 100 Albums. Poza starszymi utworami, znalazły się na nim dwa premierowe, w tym singel „Celebration”, który dotarł do czołówek list przebojów na świecie.

### 2010–2019
26 marca 2010 wydała album koncertowy i wideo Sticky & Sweet Tour. 1 września 2011 na 68. MFF w Wenecji odbyła się premiera filmu W.E. Królewski romans, nad którym pracowała jako reżyserka, scenarzystka i producentka. Przeplatał on historię miłości króla Wielkiej Brytanii Edwarda VIII z Wallis Simpson oraz wątek współczesnej mieszkanki Nowego Jorku, która zagłębia się w tę sprawę. Film został negatywnie odebrany przez krytykę filmową i poniósł porażkę w box office. Nagrała na jego potrzeby utwór „Masterpiece”, dzięki któremu zdobyła Złotego Globa za najlepszą piosenkę oryginalną. 15 grudnia 2011 ogłosiła podpisanie kontraktu na trzy albumy z wytwórnią Interscope Records. 5 lutego 2012 zagrała krótki koncert w przerwie meczu Super Bowl XLVI w Indianapolis, który za sprawą 111,3 miliona widzów ustanowił rekord największej oglądalności w historii amerykańskiej telewizji, przy czym jej występ zawyżył ten wynik. 23 marca 2012 wydała dwunasty album studyjny, MDNA, nagrany głównie we współpracy z Martinem Solveigem i Williamem Orbitem. Zadebiutował on na pierwszych miejscach w Stanach i Wielkiej Brytanii. Pierwszy promujący go singel, „Give Me All Your Luvin’”, nagrany z gościnnym udziałem Nicki Minaj i M.I.A., dotarł do 10. miejsca na Hot 100.

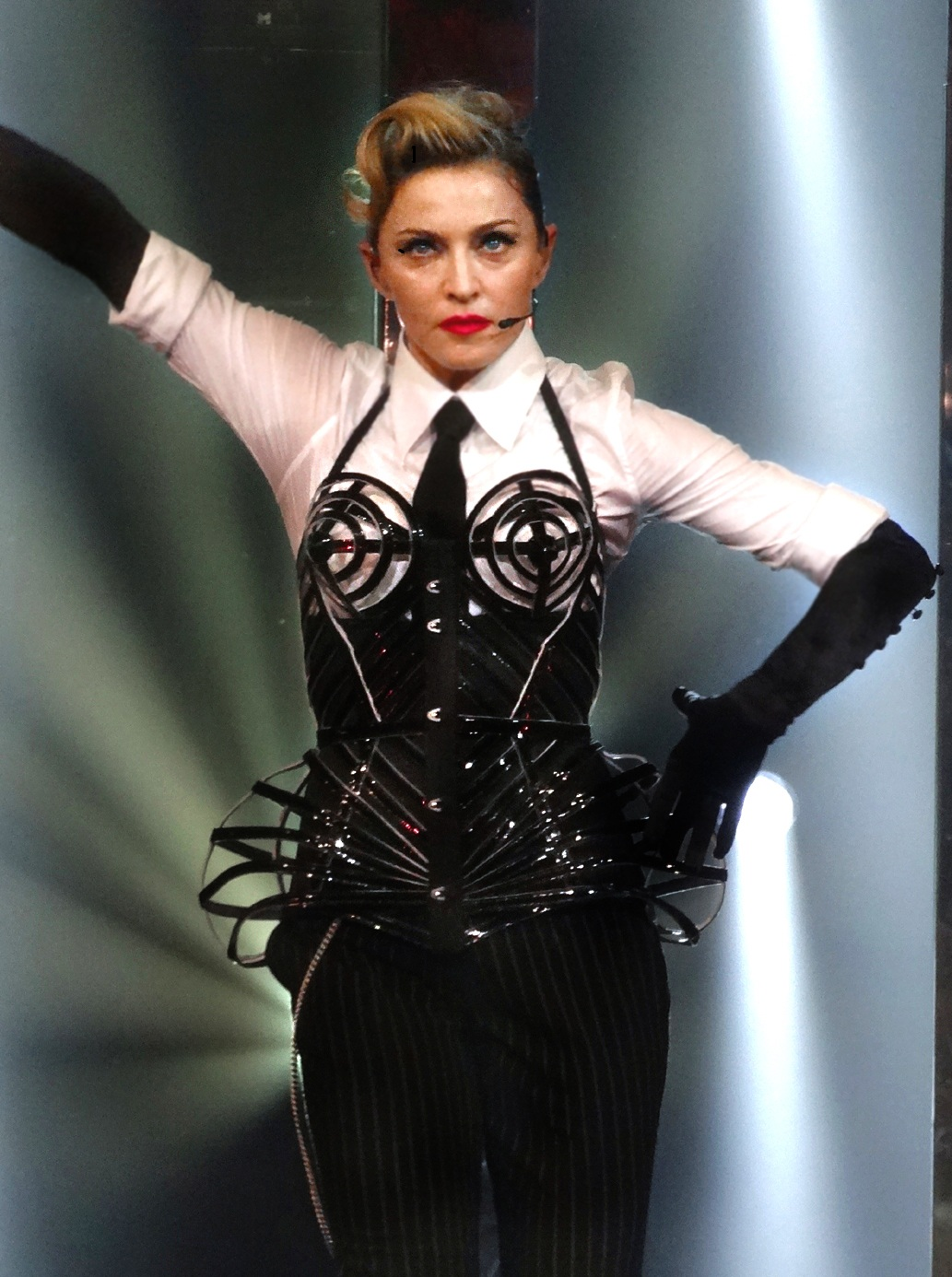
Madonna podczas koncertu w Paryżu w ramach trasy The MDNA Tour (2012)

Od 31 maja do 22 grudnia 2012 odbyła trasę koncertową The MDNA Tour, obejmującą Bliski Wschód, Europę i obie Ameryki. 1 sierpnia 2012 zagrała na Stadionie Narodowym w Warszawie swój drugi koncert w Polsce. Za sprawą 305 milionów zarobionych dolarów, The MDNA Tour była najbardziej dochodową trasą 2012 i dziesiątą najbardziej dochodową w historii. 6 września 2013 wydała album koncertowy i wideo MDNA World Tour. 24 września 2013 odbyła się premiera filmu krótkometrażowego secretprojectrevolution, który wyreżyserowała wraz ze Stevenem Kleinem, ponadto w nim wystąpiła, napisała scenariusz i go wyprodukowała. Podejmował on tematykę wolności artystycznej i praw człowieka. Był dystrybuowany bezpłatnie w serwisie YouTube i poprzez BitTorrent. 26 stycznia 2014 wystąpiła z Macklemorem, Ryanem Lewisem, Mary Lambert i Queen Latifah podczas 56. ceremonii wręczenia nagród Grammy. 6 marca 2015 wydała trzynasty album studyjny, Rebel Heart, nagrany we współpracy między innymi z Diplo, Aviciim, Kanye Westem i Mikem Deanem. Dotarł on do drugich miejsc w Stanach i Wielkiej Brytanii, notując najsłabsze wyniki sprzedaży spośród wszystkich jej dotychczasowych albumów studyjnych, a promujące go single poniosły porażkę na listach przebojów. Kolejno 8 i 25 lutego 2015 wykonała promujący go singel „Living for Love” podczas 57. ceremonii wręczenia nagród Grammy i gali Brit Awards 2015, a drugi z występów był szeroko komentowany w mediach ze względu na jej upadek na scenie.
Od 9 września 2015 do 20 marca 2016 odbyła trasę koncertową Rebel Heart Tour, obejmującą Amerykę Północną, Europę, Azję i Oceanię. Występy przyniosły 170 milionów dolarów dochodu. 10 marca i 2 grudnia 2016 zagrała dwa kameralne, akustyczne koncerty Madonna: Tears of a Clown, kolejno w Melbourne i Miami. 15 września 2017 ukazał się album koncertowy i wideo Rebel Heart Tour. 18 maja 2019 wystąpiła gościnnie podczas finału Konkursu Piosenki Eurowizji 2019 w Tel Awiwie. 14 czerwca 2019 wydała czternasty album studyjny, Madame X, nagrany głównie we współpracy z Mirwaisem Ahmadzaï i Mikem Deanem. Zadebiutował on na pierwszym miejscu w Stanach i drugim w Wielkiej Brytanii. 17 września 2019 rozpoczęła trasę koncertową Madame X Tour, obejmującą teatry w Stanach i Europie. Zakończyła się ona przedwcześnie 8 marca 2020 z powodu pandemii COVID-19.

### Od 2020

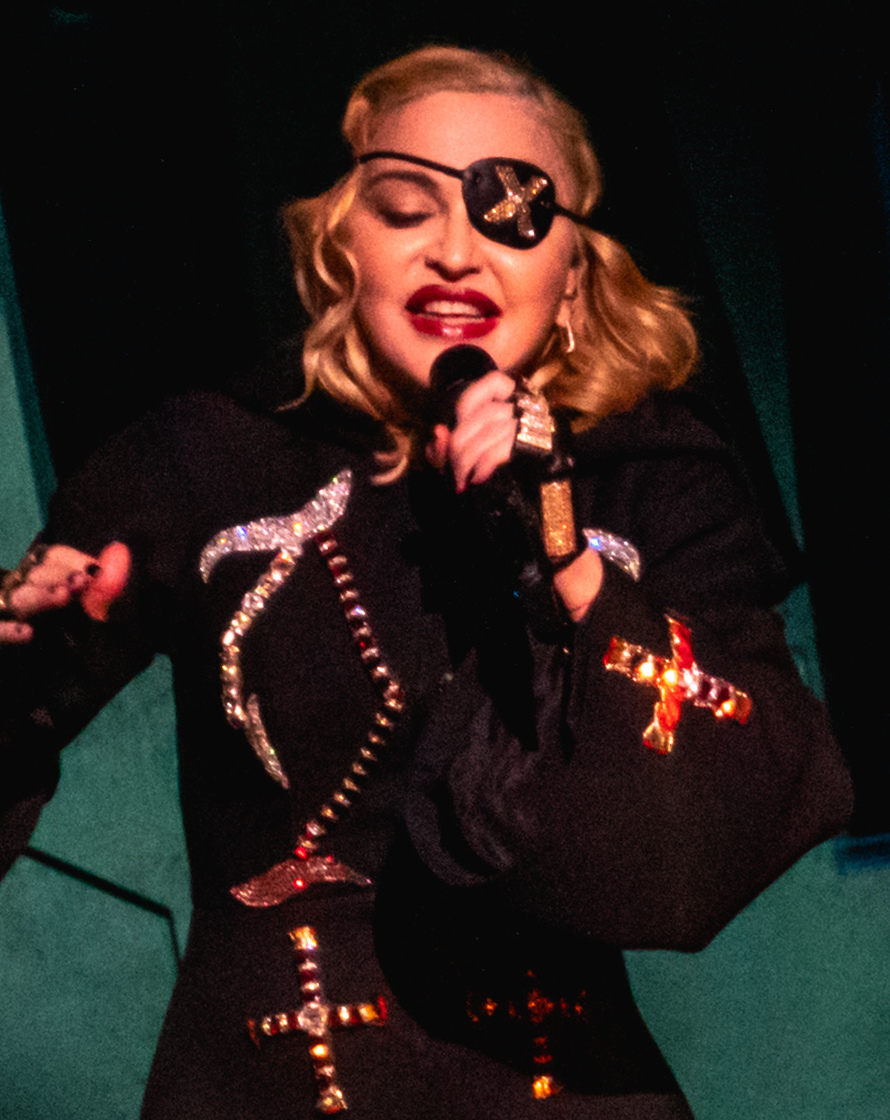
Madonna podczas koncertu w Londynie w ramach trasy Madame X Tour (2020)

Zaśpiewała gościnnie w wydanym 13 sierpnia 2020 remiksie singla Dui Lipy „Levitating”, stworzonym przez The Blessed Madonna. 16 sierpnia 2021 ogłosiła wznowienie współpracy z wytwórnią Warner Records, obejmujące wydanie edycji specjalnych starszych nagrań, a także przejęcie w 2025 dystrybucji trzech albumów wydanych z Interscope Records w latach 2012–2019. 23 września 2021 wydała album koncertowy Madame X: Music from the Theater Xperience, a w serwisie strumieniowym Paramount+ ukazał się film koncertowy Madame X, dokumentujący trasę Madame X Tour. 3 grudnia 2021 wydała remiks singla „Frozen” autorstwa Sickicka, który uprzednio w nieoficjalnej wersji zdobył popularność w serwisie TikTok. 19 sierpnia 2022 wydała remix album Finally Enough Love: 50 Number Ones, zawierający remiksy 50 jej utworów.
2 czerwca 2023 ukazał się singel „Popular”, który nagrała z The Weekndem i Playboiem Cartim na potrzeby promocji serialu telewizyjnego Idol. Piosenka dotarła do 13. miejsca ogólnoświatowego notowania „Billboardu” Global 200 oraz do pierwszych dziesiątek w Wielkiej Brytanii i Australii. W styczniu 2023 ogłosiła uczczenie 40-lecia działalności muzycznej trasą koncertową The Celebration Tour, której start, początkowy planowany na lipiec 2023, został przesunięty z powodu jej hospitalizacji po infekcji bakterią na 14 października 2023. Główny etap trasy, obejmujący Europę i Amerykę Północną, potrwał do 26 kwietnia 2024 i przyniósł 225 milionów dolarów dochodu. 4 maja 2024 zagrała dodatkowy, bezpłatny koncert na plaży Copacabana w Rio de Janeiro, który za sprawą 1,6 miliona osób ustanowił rekord największej widowni w historii samodzielnych koncertów. 25 lipca 2025 wydała remix album Veronica Electronica, zawierający głównie remiksy utworów z Ray of Light (1998).

#### Przyszłe projekty
W 2020 poinformowała, że pracuje nad scenariuszem swojego filmu autobiograficznego. Najpierw współtworzyła go z Diablo Cody, a następnie z Erin Cressidą Wilson, zaś w główną rolę miała się wcielić Julia Garner. W 2023 wstrzymała pracę nad filmem, ale w 2024 ją wznowiła, zdradzając, że rozważa przekształcenie go w serial telewizyjny. W maju 2025 media poinformowały nieoficjalnie, że wspólnie z Shawnem Levym wyprodukuje serial autobiograficzny dla serwisu strumieniowego Netflix.
W 2024 poinformowała, że pracuje ze Stuartem Pricem nad nową muzyką, która będzie kontynuacją albumu Confessions on a Dance Floor (2005).

## Pozostała działalność

### Biznes

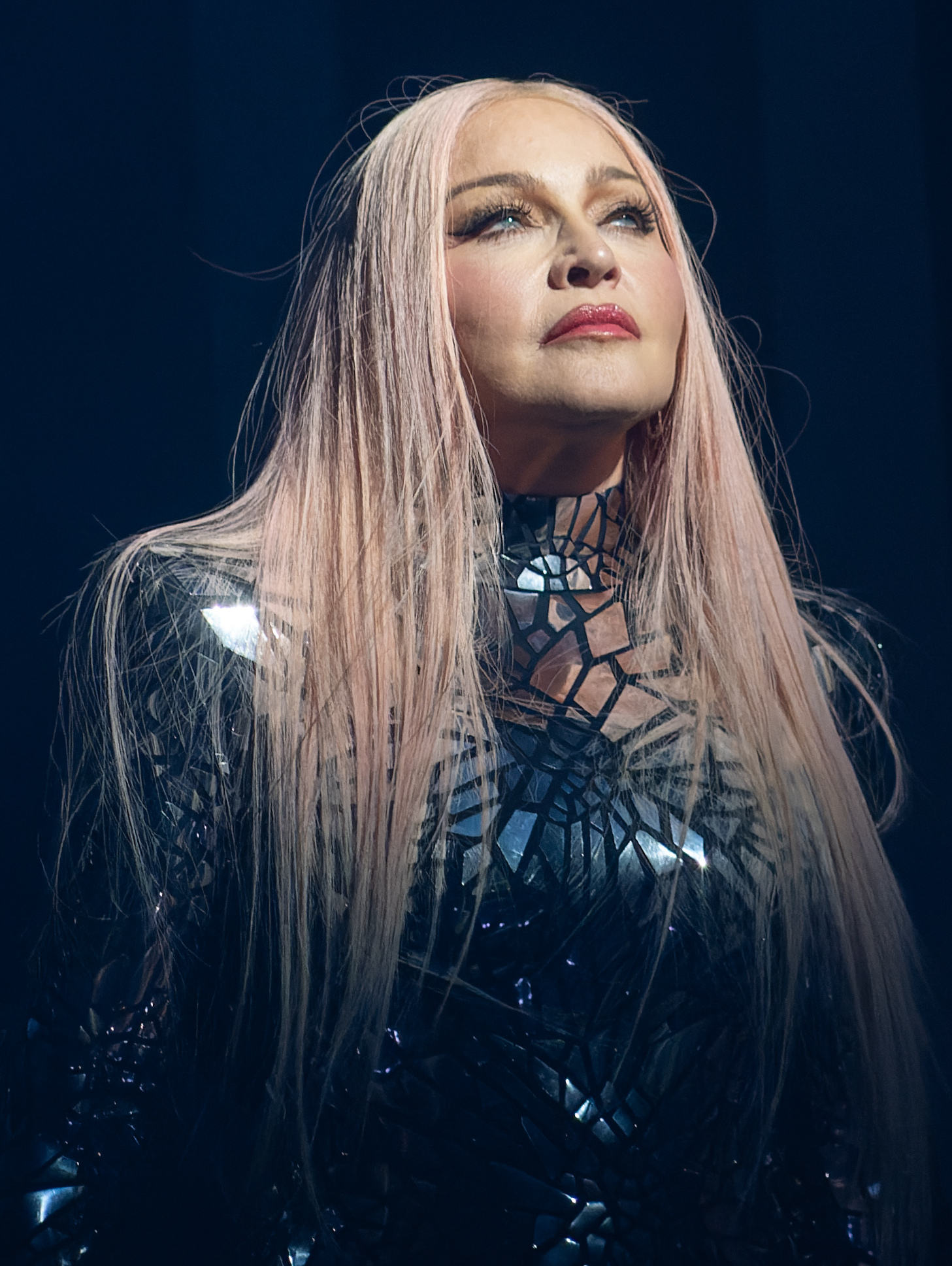
Madonna podczas koncertu w Londynie w ramach trasy The Celebration Tour (2023)

Od lat 80. prowadziła przedsiębiorstwa: Boy Toy, zajmujące się muzycznym publishingiem, wytwórnię teledysków Slutco i wytwórnię filmową Siren Films (która została zamknięta w 1991, nie wyprodukowawszy żadnego filmu). W 1992 założyła wspólnie ze swoim menedżerem Freddym DeMannem i koncernem Time Warner przedsiębiorstwo rozrywkowe Maverick, mające zajmować się wydawaniem muzyki (w ramach wytwórni Maverick Records, stworzonej jako joint venture z Warner Music Group), filmów, programów telewizyjnych i książek. Zdradziła, że jej planem było utworzenie „artystycznego think tanku”, inspirowanego Bauhausem i The Factory Andy’ego Warhola. Pierwszymi publikacjami Maverick były jej książka Sex i album Erotica w październiku tego samego roku. W kolejnych latach, poza nią, w Maverick Records wydawali muzykę artyści tacy jak Candlebox, Michelle Branch czy Alanis Morissette. W 2001 współtworzyła także wytwórnię filmową Maverick Films, ale kilka lat później sprzedała swoje udziały w niej. W 2004 wraz z innymi udziałowcami Maverick Records pozwała Warner Music Group za złamanie warunków współpracy. Strony zawarły ugodę, na mocy której Madonna sprzedała swoje udziały w wytwórni i przestała dla niej nagrywać. W 2006 założyła wytwórnię filmową Semtex Films.
W październiku 2007 podpisała dziesięcioletnią umowę 360 z agencją koncertową Live Nation (która w 2010, w wyniku fuzji z Ticketmaster, przekształciła się w Live Nation Entertainment). W konsekwencji Live Nation przejął zarządzanie nad całą jej działalnością zarobkową. Tym samym stała się pierwszym artystą współpracującym w ten sposób z nowo powołanym oddziałem firmy, Artist Nation. Według nieoficjalnych doniesień prasowych, zarobiła na umowie 120 milionów dolarów. W marcu 2008 kupiła wraz z mężem, Guyem Ritchiem, pub The Punch Bowl w Londynie. W październiku 2008, w wyniku ich rozwodu, Ritchie pozostał jego jedynym właścicielem. W 2010 założyła wraz ze spółką Iconix Brand Group przedsiębiorstwo MG Icon, zajmujące się produkcją modową. Również w 2010 stworzyła z przedsiębiorstwem New Evolution Ventures sieć siłowni Hard Candy Fitness, którą sygnowała swoim wizerunkiem. Pierwszy klub rozpoczął działalność w listopadzie 2010 w mieście Meksyk, a do 2015 zostały otwarte siłownie w Moskwie, Petersburgu, Santiago, Sydney, Rzymie, Berlinie i Toronto. W 2015 była jednym z 16 artystów, którzy otrzymali po 3% udziałów w muzycznym serwisie strumieniowym Tidal po przejęciu go przez holding Jaya-Z, Project Panther Bidco.

### Marki

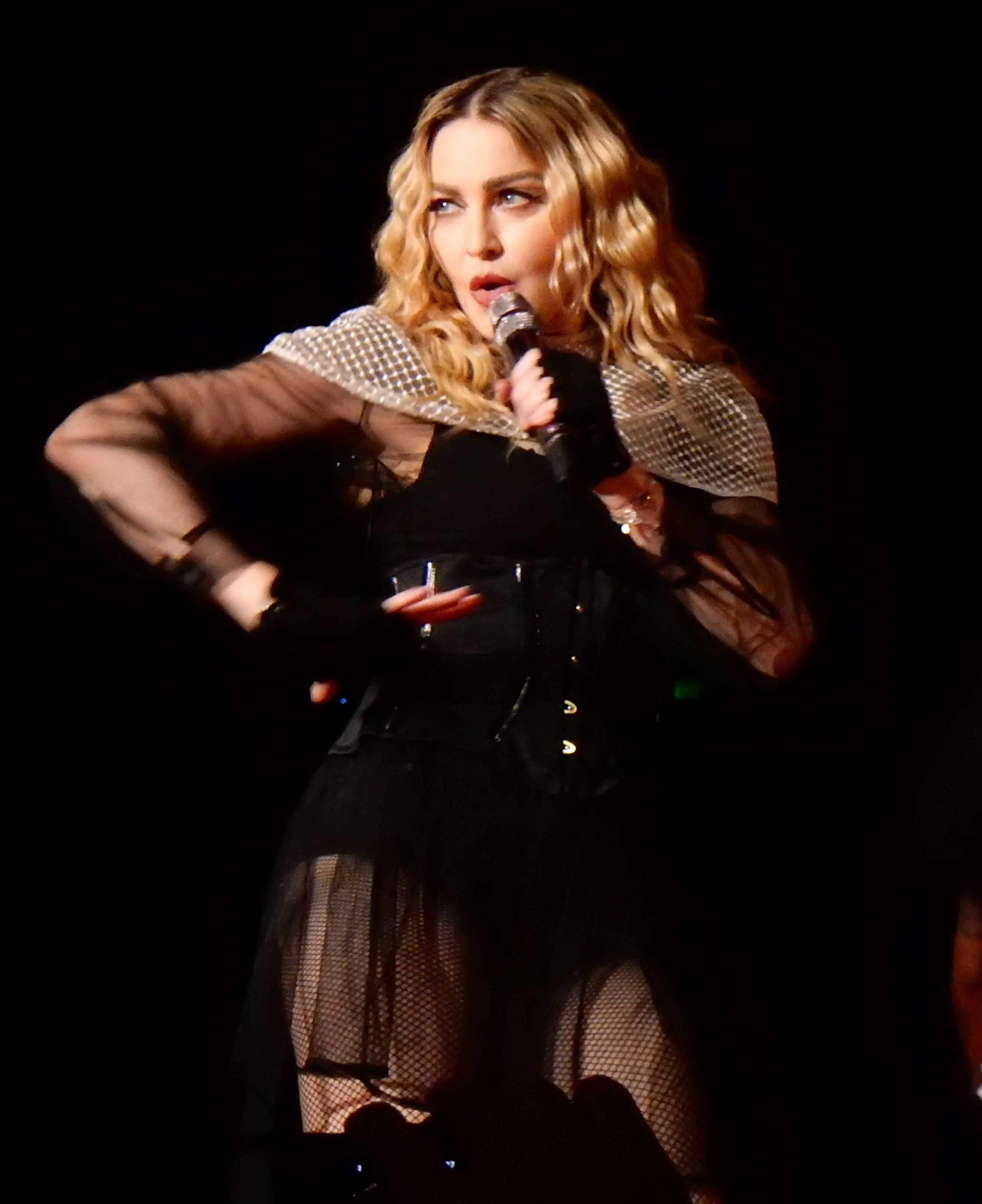
Madonna podczas koncertu w Brisbane w ramach trasy Rebel Heart Tour (2016)

W 2006 zaprojektowała wspólnie z Margaretą van den Bosch kobiecą kolekcję odzieżową M by Madonna dla sieci sklepów H&M. Ubrania trafiły do sprzedaży w marcu 2007. Według doniesień prasowych, kolekcja wygenerowała 20 milionów dolarów dochodu. W 2010 zaprojektowała wspólnie z domem mody Dolce & Gabbana kolekcję okularów przeciwsłonecznych MDG, która została wyprodukowana przez jej spółkę MG Icon i trafiła do sprzedaży w maju 2010. Również w 2010 stworzyła wspólnie z córką, Lourdes Leon, dedykowaną nastolatkom markę Material Girl. Kolekcja, obejmująca odzież, obuwie, torebki i biżuterię, została wyprodukowana przez MG Icon i trafiła do sprzedaży w sierpniu 2010. W 2011 stworzyła poprzez MG Icon markę modową Truth or Dare by Madonna, dedykowaną kobietom w wieku od 27 do 50 lat. Pierwszym produktem były perfumy Truth or Dare by Madonna, opracowane we współpracy z firmą kosmetyczną Coty, które trafiły do sprzedaży w kwietniu 2012. Za ich sprzedaż w samym 2012 zarobiła 60 milionów dolarów. W sierpniu 2012 do sprzedaży trafiła kolekcja butów, wyprodukowana we współpracy z Aldo, a w grudniu 2012 ukazały się kolejne perfumy, Truth or Dare by Madonna: Naked.
W 2014 założyła markę MDNA Skin, obejmującą kosmetyki do pielęgnacji skóry. W tym samy roku trafiła ona do sprzedaży w Azji, a w 2017 w Stanach Zjednoczonych. W 2019 wydała we współpracy z firmą Too Faced dwa zestawy do makijażu. W 2020 ukazały się jej trzecie perfumy, Madame X, wyprodukowane z firmą IIUVO. Poza własnymi markami, wystąpiła także w licznych kampaniach reklamowych, między innymi japońskiego konglomeratu Mitsubishi (1986–1987), producenta napojów Pepsi-Cola (1989), firmy motoryzacyjnej BMW (2001), sieci sklepów Gap (2003), polskiego Radia Zet (2004) i producenta telefonów Motorola (2005).

### Filantropia i aktywizm

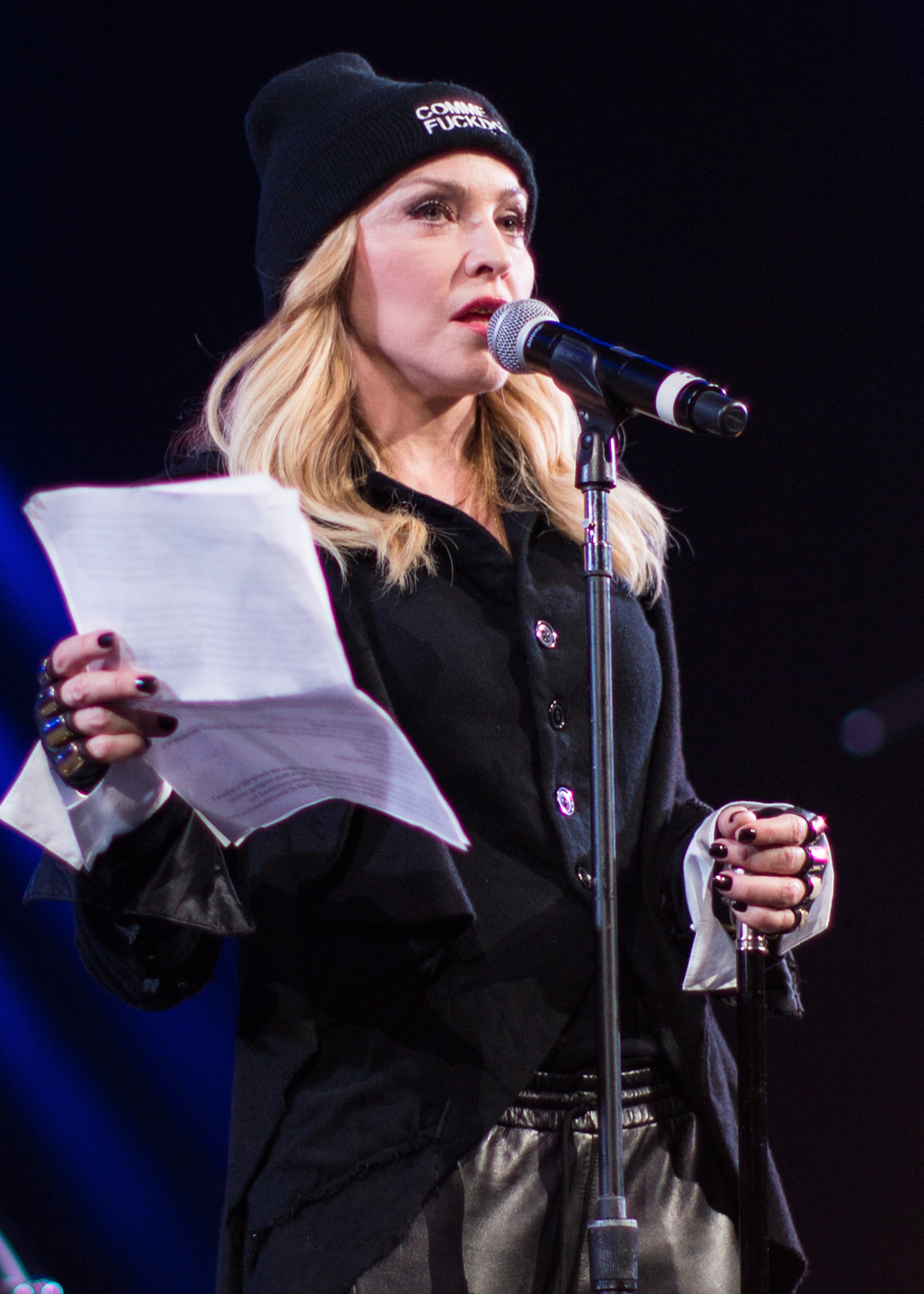
Madonna podczas zorganizowanego przez Amnesty International koncertu Bringing Human Rights Home (2014)

W latach 80. była jedną z pierwszych osób publicznych, które zaangażowały się w sprawę epidemii AIDS. Według biografki Carol Gnojewski, przekazała łącznie miliony dolarów na organizacje związane z AIDS, w tym zarobki z pojedynczych koncertów na trasach Who’s That Girl World Tour (1987) i Blond Ambition World Tour (1990). W 1989 dołączyła do każdego egzemplarza albumu Like a Prayer ulotkę z informacjami o AIDS, wirusie HIV i bezpiecznym seksie. Brała także udział w radiowych i telewizyjnych komunikatach o AIDS, a w 1992 wykupiła stronę czasopisma „Billboard” i zamieściła na niej listę organizacji przeciwdziałających epidemii. Za swoją działalność na rzecz AIDS otrzymała honorowe nagrody od fundacji AIDS Project Los Angeles (1990) i amfAR (1991).
W 1998 założyła fundację Ray of Light Foundation, poprzez którą samodzielnie finansuje inicjatywy filantropijne na świecie. Udzielała się w sprawach takich budowa szkół, wprowadzanie programów edukacyjnych, zapewnianie miejsc pobytu i pomocy psychologicznej dla ofiar przemocy, pożyczki biznesowe czy wspieranie ofiar klęsk żywiołowych. Finansowała inicjatywy między innymi w Kongo, Kenii, Mali, Nigerii, Etiopii, Haiti, Afganistanie, Pakistanie, Palestynie, Filipinach i Rosji. W 2006 założyła drugą fundację, Raising Malawi, dedykowaną udzielaniu wsparcia dla Malawi W 2009 fundacja rozpoczęła budowę szkoły dla dziewcząt w stolicy kraju, Lilongwe, nazwanej Raising Malawi Academy for Girls. Projekt został jednak porzucony w 2010, w zamian za co Madonna zapowiedziała budowę większej liczby szkół. W 2012 fundacja, we współpracy z organizacją buildOn, zbudowała w Malawi dziesięć szkół. Angażowała się także w lokalne programy edukujące na temat wirusa HIV, w budowę wiosek dla ubogich mieszkańców i wsparcie dla ofiar powodzi.
Przekazywała pieniądze na ofiary wydarzeń takich jak zamachy z 11 września 2001, trzęsienie ziemi w L’Aquila (2009), trzęsienie ziemi na Haiti (2010), huragan Sandy (2012), tajfun Haiyan (2013), kryzys wodny we Flint (2014) czy zamachy na meczety w Christchurch (2019). Zaangażowała się we wsparcie finansowe dla miasta Detroit po ogłoszeniu przez nie w 2013 bankructwa. Wspierała inicjatywy medyczne, na przykład fundację TJ Martell Foundation for Leukemia and Cancer Research, prowadzącą badania nad lekami na białaczkę i raka, a w 2020 przekazała milion dolarów na Bill & Melinda Gates Foundation w celu rozwoju metod leczenia na COVID-19. Angażowała się także w fundacje udzielające wsparcia muzykom. Wystąpiła na różnych koncertach charytatywnych i imprezach fundraisingowych.
Od pierwszych lat kariery angażowała się w aktywizm na rzecz społeczności LGBT. W 2019 otrzymała honorową nagrodę GLAAD Media Award dla orędownika zmian, a Sarah Kate Ellis, prezes stowarzyszenia GLAAD, nazwała ją „największą sojuszniczką społeczności LGBTQ”. Propagowała inicjatywy legalizujące małżeństwa osób tej samej płci i publicznie krytykowała akty homofobiczne, między innymi w Rosji. W 1990 wzięła udział w kampanii społecznej Rock the Vote, zachęcającej do korzystania z czynnego prawa wyborczego. Wygłosiła przemowy podczas koncertu Chime for Change, zorganizowanego w 2013 celu promocji praw kobiet, koncertu Bringing Human Rights Home, zorganizowanego w 2014 przez Amnesty International w celu promocji praw człowieka, a także na Marszu Kobiet w Waszyngtonie w 2017. W obliczu rosnącej popularności piractwa internetowego, angażowała się w kampanie zwiększające świadomość na temat praw autorskich.

## Życie prywatne

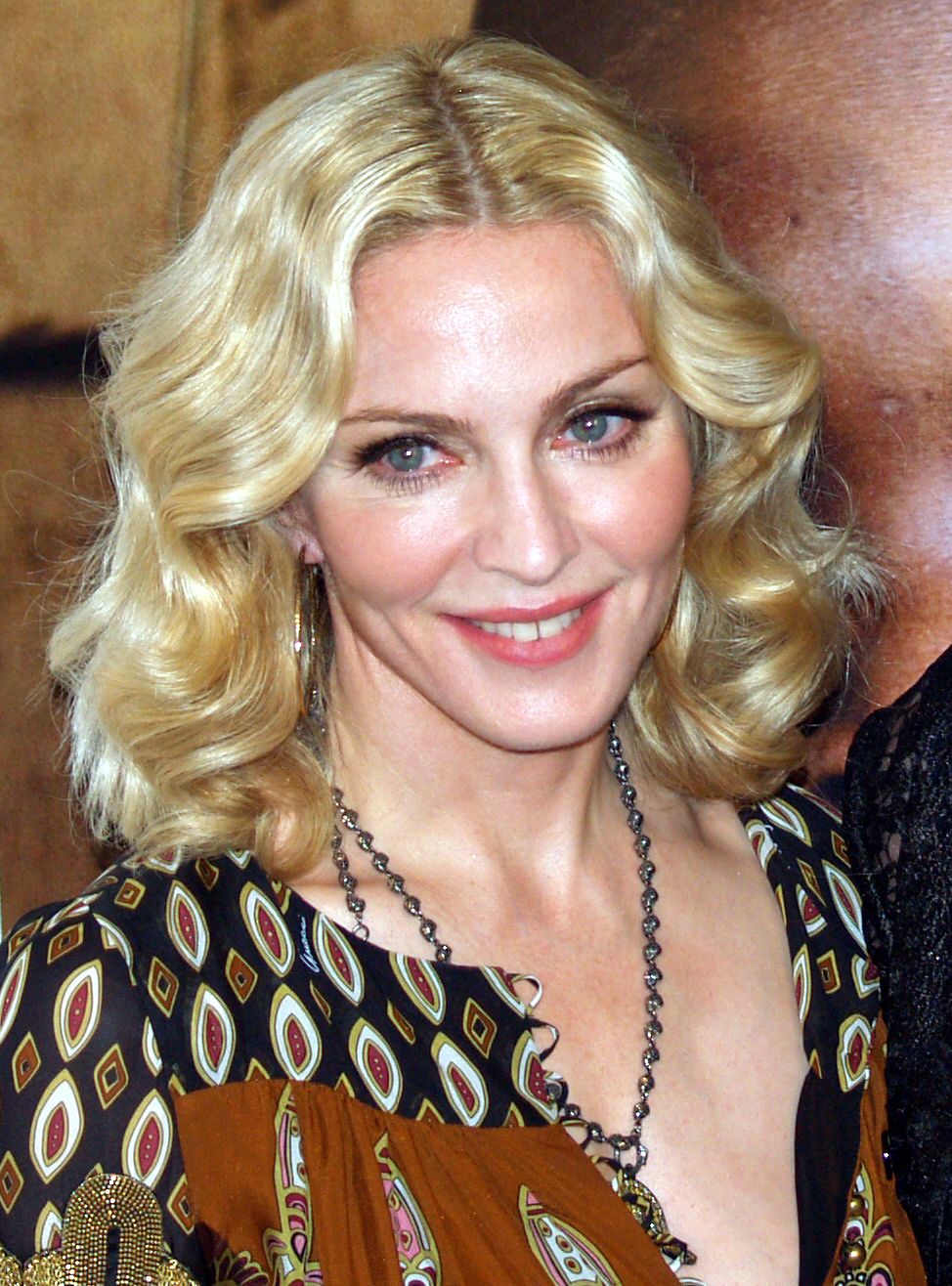
Madonna w 2008 podczas premiery filmu dokumentalnego Jestem, bo jesteśmy

Większość dorosłego życia mieszkała w Nowym Jorku i Wielkim Los Angeles. Od 1992 do 2000 posiadała także dom w Miami. W 1999 przeprowadziła się do Londynu, gdzie mieszkał jej ówczesny partner i późniejszy mąż, Guy Ritchie. W 2001 zamieszkali w dworze Ashcombe House w angielskim hrabstwie Wiltshire, który po rozwodzie w 2008 przypadł Ritchiemu. W latach 2017–2020 mieszkała w Sintrze w Portugalii, w okolicach Lizbony.
Wychowywała się w zagorzale katolickiej rodzinie. W 1996 zaczęła się zagłębiać w kabałę, mistyczno-filozoficzną szkołę judaizmu. Prezentowała elementy kabały w swojej twórczości artystycznej, w ramach obchodzenia szabatu przestała pracować (w tym grać koncerty) w piątkowe wieczory, a w 2004 zaadaptowała hebrajskie imię Estera (Esther). Ponadto wspierała finansowo ośrodki kabały, w tym Kabbalah Centre w Los Angeles, na który przez lata wpłaciła łącznie co najmniej 10 milionów dolarów. Według badaczy i prasy, odniosła istotną rolę w popularyzacji kabały, w tym pośród innych osób z show businessu. W 2006 w mediach zaczęły się pojawiać doniesienia o jej rozluźnieniu w wyznawaniu kabały i pogarszających się relacjach z Kabbalah Centre. W kolejnych latach zaprzestała publicznego okazywania związków z kabałą i ośrodkiem, między innymi w obliczu zarzutów o jego oszustwa podatkowe. W 2015 wyznała w wywiadzie: „Nie utożsamiam się z żadną konkretną grupą religijną. Łączę się z różnymi aspektami rytualnymi różnych systemów wierzeń i dostrzegam nić łączącą wszystkie wierzenia religijne”.
Jest kolekcjonerką sztuki. Zakupiła co najmniej 300 obrazów, głównie modernistycznych, o łącznej wartości wycenianej na co najmniej 100 milionów dolarów. W 2013 „The Hollywood Reporter” umieścił ją na liście 25 największych (pod kątem posiadanych dzieł) kolekcjonerów sztuki w przemyśle rozrywkowym. Posiada lub posiadała obrazy między innymi Tamary Łempickiej, Pablo Picasso, Fernanda Légera, Mana Raya, Fridy Kahlo, Diego Rivery i Maxfielda Parrisha. Ponadto finansowała wystawy sztuki.
Od 2005 hobbystycznie uprawia jeździectwo. W sierpniu 2005 spadła z konia i złamała kości w ośmiu miejscach.
W czerwcu 2023 uległa infekcji bakterią, w wyniku której straciła przytomność i trafiła na oddział intensywnej terapii, gdzie przez dwa dni przebywała w śpiączce. Jak przyznała, zdaniem lekarzy była bliska śmierci. Po kilku dniach hospitalizacji kontynuowała rekonwalescencję w domu.

### Związki

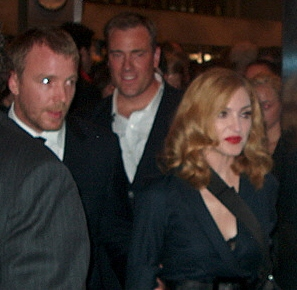
Madonna z ówczensnym mężem, Guyem Ritchie, w 2005

Gdy jeszcze uczyła się na Uniwersytecie Michigan, jej partnerem był aspirujący muzyk Stephen Bray, z którym w późniejszych latach współtworzyła utwory. Po przeprowadzce do Nowego Jorku była związana z Norrisem Burroughsem (1978), muzykiem Danem Gilroyem (1979–1980), grafficiarzem Leonardem „Futurą” McGurrem (1982), DJ-em Markiem Kaminsem (1982), artystą współczesnym Jean-Michelem Basquiatem (1982–1983) i muzykiem Johnem „Jellybeanem” Benitezem (1983–1985). Na początku 1985 spotykała się krótko z muzykiem Princem. Następnie rozpoczęła związek z amerykańskim aktorem Seanem Pennem, którego poznała na planie swojego teledysku „Material Girl”. 16 sierpnia 1985 para wzięła ślub w prywatnej posiadłości w Malibu. Według doniesień prasowych padała ofiarą przemocy domowej ze strony Penna, ale w 2015 zaprzeczyła tym doniesieniom w zeznaniu przed sądem. 4 grudnia 1987 wniosła pozew o rozwód z powodu różnic nie do pogodzenia, ale jeszcze w tym samym miesiącu go wycofała. W 1988 miała romans z Johnem F. Kennedym Jr. 5 stycznia 1989 ponownie wniosła pozew o rozwód z Pennem, który został udzielony 24 stycznia 1989.
W kolejnych latach była związana z aktorem i reżyserem Warrenem Beattym (1989–1990), modelem Tonym Wardem (1990–1991), raperem Vanilla Icem (1991–1992), ochroniarzem Jamesem Albrightem (1991–1993), raperem Tupakiem Shakurem (1993–1994), koszykarzem Dennisem Rodmanem (1994), kubańskim trenerem personalnym Carlosem Leonem (1994–1997) i angielskim scenarzystą Andrew Birdem (1997–1998). W 1999 związała się z angielskim reżyserem Guyem Ritchiem, którego poznała na kolacji u Stinga i Trudie Styler. Para pobrała się 22 grudnia 2000 w zamku Skibo w Szkocji. 15 października 2008 poinformowała, że zamierza się rozwieść. 21 listopada 2008 sąd w Londynie orzekł o rozwodzie, a w ramach ugody Madonna zapłaciła Ritchiemu od 50 do 60 milionów funtów, co było największą w historii kwotą uzyskaną przez mężczyznę od kobiety w wyniku rozwodu. W kolejnych latach była związana z brazylijskim modelem Jesusem Luzem (2008–2010), francuskim tancerzem Brahimem Zaibatem (2010–2013) i tancerzem Ahlamalikiem Williamsem (2019–2022).

### Dzieci

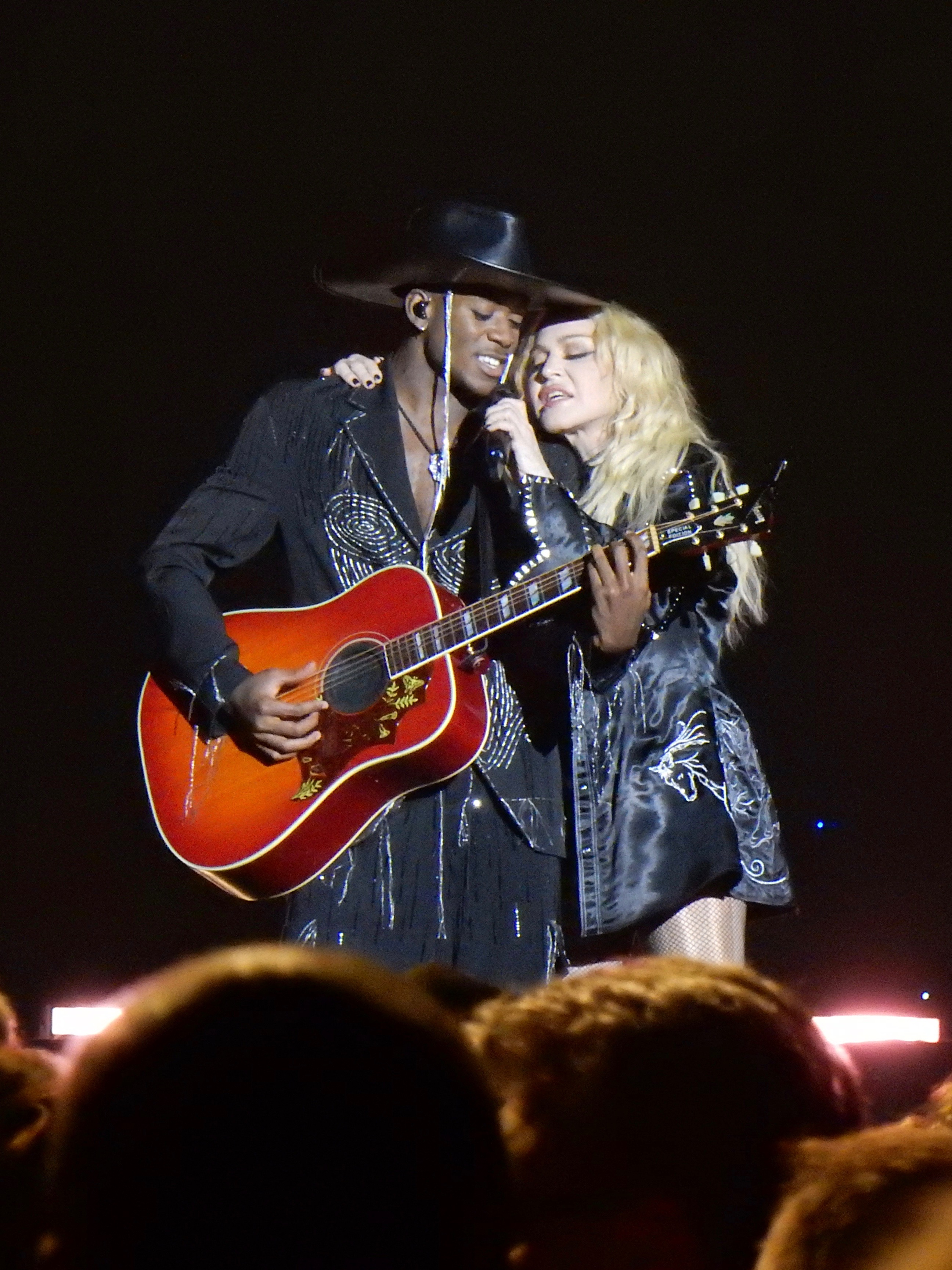
Madonna z synem Davidem podczas koncertu w Londynie w ramach trasy The Celebration Tour (2023)

Ma sześcioro dzieci, w tym dwoje biologicznych i czworo adoptowanych Malawijczyków.
14 czerwca 1996 urodziła w Los Angeles córkę Lourdes Leon ze związku z Carlosem Leonem. W dorosłości Lourdes pracowała jako modelka i piosenkarka pod pseudonimem artystycznym Lolahol. 11 sierpnia 2000 urodziła w Los Angeles syna Rocco Ritchiego ze związku z Guyem Ritchiem, trzy tygodnie przed planowym terminem (ze względu na łożysko przodujące). Po rozwodzie w 2008 rodzice chłopca objęli naprzemienną opiekę nad nim. W 2015, podczas pobytu w Anglii w ramach trasy Rebel Heart Tour, Rocco przeprowadził się do ojca. W odpowiedzi Madonna pozwała Ritchiego o „nielegalne przetrzymywanie” syna, zwróciła się także o pomoc do Haskiej Konferencji Prawa Prywatnego Międzynarodowego. We wrześniu 2016 byli małżonkowie zawarli ugodę, na mocy której Rocco zamieszkał na stałe z ojcem. W dorosłości został malarzem ekspresjonistycznyym. Początkowo działał anonimowo pod pseudonimem Rhed, ale w 2021 media doniosły o jego tożsamości.
W październiku 2006 wraz z Ritchiem odwiedziła dom dziecka w Lilongwe, stolicy Malawi, gdzie przebywali David Banda (ur. 25 września 2005) i Chifundo „Mercy” James (ur. 22 stycznia 2006). Małżeństwo chciało zaadoptować Mercy, przeciwko czemu zaprotestowała jej babcia. Ostatecznie podjęli decyzję o adopcji Davida i zabrali go do domu w Londynie. Sprawa wywołała poruszenie w mediach w związku z zarzutem, że nie odbyli 18-miesięcznego pobytu w Malawi, obowiązującego przed adopcją pochodzącego stamtąd dziecka. Madonna powiedziała w wywiadzie dla The Oprah Winfrey Show, że w istocie w kraju nie obowiązują prawa w sprawie adopcji. W maju 2008 sąd w Malawi wyraził zgodę na adopcję, po odbyciu przez małżeństwo 18-miesięcznego okresu próbnego pod nadzorem pracownika socjalnego. Po rozwodzie w 2008 Madonna i Ritchie objęli naprzemienną opiekę nad Davidem. W marcu 2009 artystka zaaplikowała o samodzielną adopcję Mercy. Sąd w Malawi odrzucił jej wniosek, argumentując to faktem, że nie mieszkała w kraju 18 miesięcy, oraz przeciwdziałaniem „handlowi dziećmi przez nieuczciwych ludzi”. Wniosła o apelację, a 12 czerwca 2009 sąd wyraził zgodę na adopcję. 7 lutego 2017 zaadoptowała pochodzące z Malawi bliźniaczki, Stellę i Esther (ur. 24 sierpnia 2012).

## Charakterystyka twórczości

### Wpływy
Pośród inspiracji muzycznych wymieniła Nancy Sinatrę, Debbie Harry, Chrissie Hynde, Karen Carpenter, The Supremes, Led Zeppelin, Patti Smith, Joni Mitchell i Arethę Franklin. Wspominała także o wpływie Davida Bowiego, zwłaszcza w zakresie wizualnej prezentacji scenicznej. Wpływ na jej twórczość miały filmy i sztuka współczesna. Wspominała, że w młodości była fanką aktorek Carole Lombard, Judy Holliday i Marilyn Monroe, ponadto inspirowała się kinematografią francuską z lat 60.. W zakresie sztuki nazwała Fridę Kahlo i Georgię O’Keeffe swoimi wzorami do naśladowania.

### Głos i instrumenty

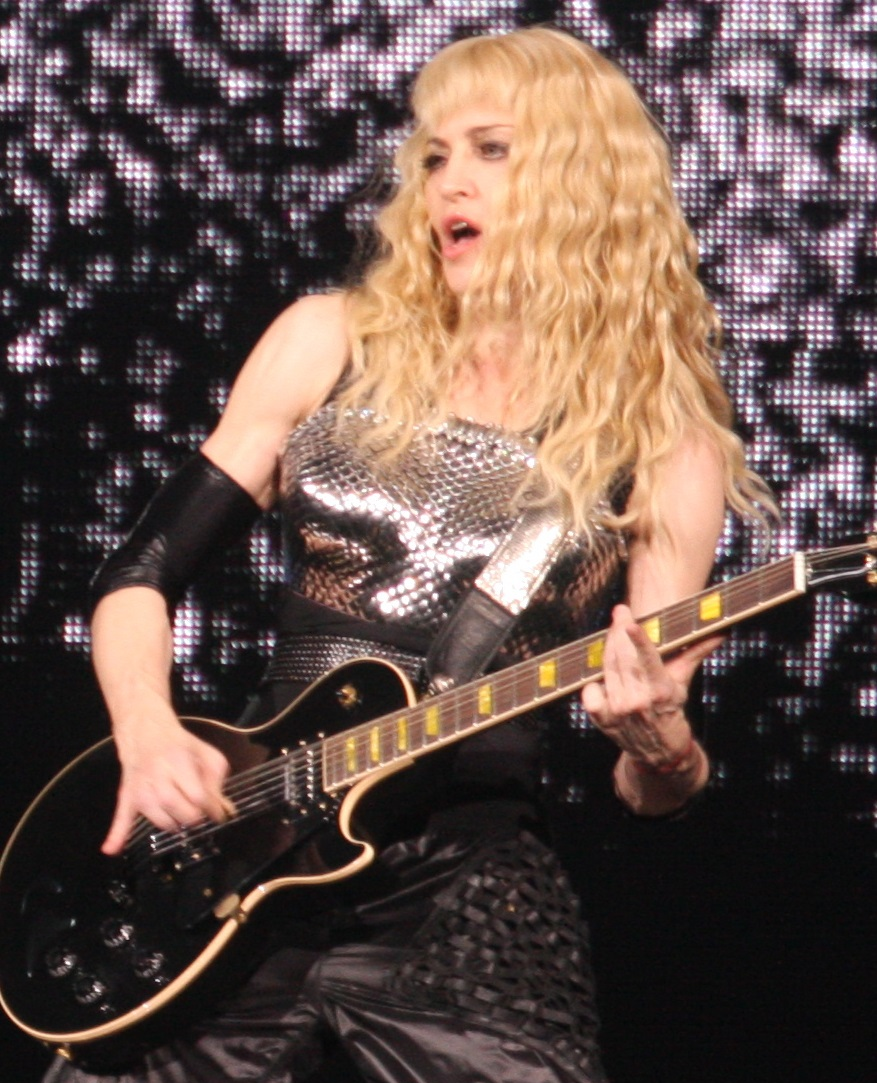
Madonna grająca na gitarze podczas koncertu w Nowym Jorku w ramach trasy Sticky & Sweet Tour (2008)

Śpiewa mezzosopranem. Jej biograf Mark Bego ocenił, że mimo braku wielkiego talentu jest „idealną wokalistką do piosenek lekkich jak piórko”. Tony Sclafani, redaktor serwisu MSNBC, napisał: „Wokale Madonny są kluczem do jej rockowych korzeni. Wokaliści popowi zazwyczaj śpiewają piosenki «na luzie», ale Madonna wykorzystuje podteksty, ironię, agresję i wszelkiego rodzaju wokalne osobliwości, podobnie jak John Lennon i Bob Dylan”. Na pierwszych albumach korzystała z jasnej, dziewczęcej barwy głosu. Jeden z krytyków muzycznych określił, że brzmi jak „Myszka Minnie na helu”. Przed zdjęciami do filmu muzycznego Evita (1996) odbyła lekcje śpiewu, które skomentowała: „Zdałam sobie sprawę, że nie wykorzystuję całego spektrum mojego głosu. Wcześniej wierzyłem, że mam bardzo ograniczoną skalę i że wykorzystuję ją najlepiej, jak potrafię”.
W dzieciństwie uczyła się gry na pianinie. Na przełomie lat 70. i 80. uczyła się od ówczesnego partnera, Dana Gilroya, gry na gitarze i perkusji. Następnie grała na nich w zespole Breakfast Club i na pierwszych solowych nagraniach demo. Zagrała też na krowim dzwonku w utworze „Holiday” (1983) i na syntezatorach na albumie Like a Prayer (1989). W 1999 uczyła się przez trzy miesiące gry na skrzypcach na potrzeby roli w filmie Koncert na 50 serc, której ostatecznie nie zagrała. W 2000 ponownie uczyła się gry na gitarze, od Montego Pittmana (swojego późniejszego gitarzysty koncertowego). Po raz pierwszy wystąpiła z gitarą w listopadzie 2000 w programie Late Show with David Letterman. Od tej pory gra podczas koncertów na gitarze akustycznej i elektrycznej, ponadto zagrała na gitarze akustycznej w utworze „Falling Free” (2012). Podczas trasy koncertowej Rebel Heart Tour (2015–2016) grała dodatkowo na ukulele, a podczas Madame X Tour (2019–2020) na pianinie.

### Tworzenie muzyki
Jest współautorką lub autorką większości swoich utworów. Pierwsze piosenki pisała w 1979, jako członkini zespołu Breakfast Club. Samodzielnie skomponowała i napisała teksty na pięć piosenek ze swojego debiutanckiego albumu, Madonna (1983). „Rolling Stone” nazwał ją „wzorową autorką piosenek z talentem do chwytliwych hooków i niezapomnianych tekstów”, a jej piosenki opisał jako „konsekwentnie nacechowane własną wrażliwością i przepełnione autobiograficznymi szczegółami”. Barry Walter, dziennikarz magazynu „Spin”, napisał: „Jej spójność wskazuje na coś, na co niewiele osób zwraca uwagę: jest świetną autorką piosenek. Bez względu na to, z kim je pisze, we wszystkich hitach pozostawia swój znak charakterystyczny”. Patrick Leonard, z którym współtworzyła wiele utworów, wypowiedział się: „Jej wrażliwość na linię melodyczną – od początku do końca zwrotki i na to, jak zwrotka i refren wpływają na siebie – jest bardzo głęboka. Często śpiewa nuty, o których nikt inny by nie pomyślał, gdyby nie ona”.
Podczas pracy nad albumem Madonna (1983) sprzeczała się o ich brzmienie z producentem muzycznym, Reggiem Lucasem. Dopiero przy trzecim albumie, True Blue (1986), przedstawiciele wytwórni Warner Bros. Records pozwolili jej na objęcie kontroli nad produkcją. Muzykolog Stan Hawkins napisał w książce Settling the Pop Score: „Jako muzyk i producentka Madonna jest jedną z niewielu artystek, którym udało się przebić do męskiego świata studiów nagraniowych. Niewątpliwie Madonna jest w pełni świadoma, że kobiety są wykluczane z pracy w branży muzycznej na wielu poziomach i postanowiła to zmienić”. Stuart Price, z którym pracowała nad albumami American Life (2003) i Confessions on a Dance Floor (2005), wypowiedział się: „Madonny się nie produkuje, z nią się współpracuje. Ma swoją wizję i wie, jak ją wprowadzić w życie”.
Choć nagrywa przede wszystkim w języku angielskim, ma też w repertuarze piosenki w całości lub częściowo hiszpańskojęzyczne. W szczególności wydała w pełni hiszpańskie wersje oryginalnie angielskich utworów „You’ll See” (1995) i „What It Feels Like for a Girl” (2000). Na albumie Madame X (2019) nagrała po kilka piosenek po hiszpańsku i portugalsku. W utworze „Paradise (Not for Me)” (2000) zaśpiewała całą zwrotkę po francusku. Ma też dwie piosenki nagrane w sanskrycie: „Shanti/Ashtangi” (1998) i „Cyber-Raga” (2000).

### Gatunki muzyczne

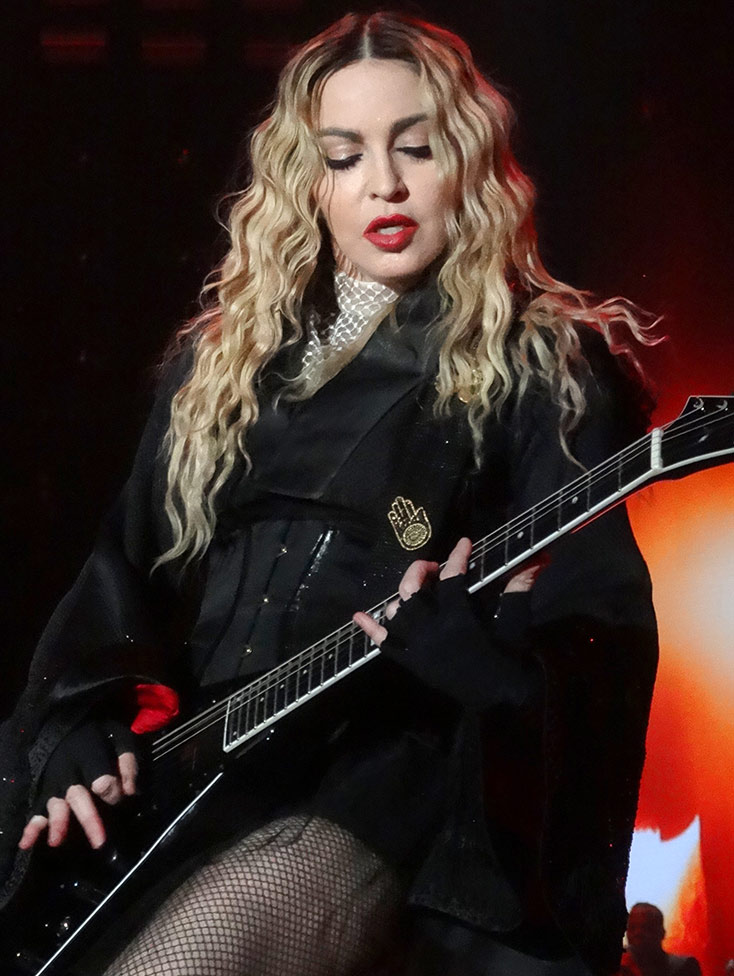
Madonna wykonująca „Burning Up” w rockowej aranżacji podczas koncertu w Antwerpii w ramach trasy Rebel Heart Tour (2015)

Jej twórczość jest klasyfikowana przede wszystkim jako muzyka pop, taneczna i elektroniczna. Badacze zwracali uwagę na jej ciągłe eksperymentowanie w zakresie stylistyki muzycznej. W pierwszych latach, przed debiutem fonograficznym, tworzyła piosenki rockowe, w tym punk rockowe, jednak zrezygnowała z takiego brzmienia na rzecz tanecznego, z użyciem syntezatorów. W ocenie Stephena Thomasa Erlewine’a, krytyka muzycznego i redaktora serwisu AllMusic, zaczynała karierę jako przedstawicielka post disco. Zdaniem krytyków muzycznych, singel „Live to Tell” (1986) stanowił jej pierwszą próbę zmiany stylistyki i zaprezentowania się jako dojrzała, poważna artystka. Istotną rewolucję w brzmieniu przyniósł jej album Like a Prayer (1989), który krytyk Kenneth Partridge z „Billboardu” nazwał „mieszaniną rocka psychodelicznego z popularnymi wówczas dźwiękami synthpopowymi”. Na albumach Erotica (1992), Bedtime Stories (1994) i Hard Candy (2008) inkorporowała elementy popularnych wówczas gatunków, rhythm and blues (R&B) i hip-hopu. W latach 90., począwszy od singla „Bedtime Story” (1995), a następnie na albumie Ray of Light (1998), zwróciła się ku nowatorskiej muzyce elektronicznej. W XXI wieku nagrywała głównie electropop i elektroniczną muzykę taneczną.
Sporadycznie inkorporowała w swojej muzyce elementy innych stylistyk. Album I’m Breathless (1990), klasyfikowany jako ścieżka dźwiękowa do filmu Dick Tracy (1990), został wystylizowany na zagrany przez big-band, z elementami gatunków charakterystycznych dla przedstawionej w filmie epoki, jak jazz i swing. Z kolei na ścieżce dźwiękowej Evita (1996) wykonywała utwory musicalowe z elementami rockowymi. Na albumie Ray of Light (1998) eksperymentowała z różnymi stylami muzyki elektronicznej, jak techno, electronica, ambient, trip hop czy drum and bass. Album American Life (2003) zdominowała folktronica, czyli mieszanina muzyki folkowej z elektroniczną. Na Madame X (2019) zaprezentowała world music, opartą na stylach Portugalii, w której mieszkała w czasie nagrań, jak fado czy batuque. W pojedynczych utworach zawarła elementy gatunków takich jak latynoski pop, gospel, funk, salsa, grunge, country, folk rock czy reggae. Kilkukrotnie inkorporowała też elementy muzyki poważnej, przykładowo poprzez wykorzystanie chordofonów w „Papa Don’t Preach” (1986) i „Frozen” (1998) czy sampli z Dziadka do orzechów Piotra Czajkowskiego w „Dark Ballet” (2019). Podczas koncertów prezentuje wybrane utwory w rockowych, czy nawet heavy metalowych aranżacjach.

### Teledyski i występy na żywo

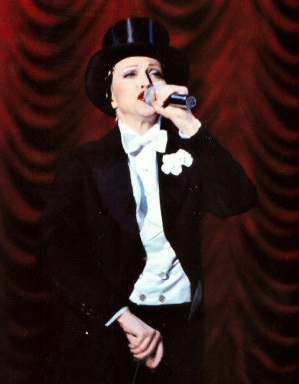
Madonna, wystylizowana na Marlene Dietrich, podczas występu z piosenką „Like a Virgin” na koncercie w ramach trasy The Girlie Show (1993)

Od początku kariery jest znana z teledysków, które według badaczy stanowią dla niej nie komercyjny dodatek do piosenki, lecz indywidualne dzieła sztuki audiowizualnej. Redaktorzy Encyklopedia Britannica ocenili, że była „pierwszą kobietą, która w pełni wykorzystywała potencjał teledysku”. Sarah Frink z portalu Consequence napisała, że już od pierwszych teledysków „zgłębiała elementy opowiadania historii, fantazji i robienia z piosenek wydarzeń”, dodając. że jej „piosenki są dziś równie pamiętne dzięki towarzyszącym im teledyskom”. Sal Cinquemani z serwisu Slant Magazine napisał: „Teledyski dały Madonnie również możliwość pokazania często krytykowanych umiejętności aktorskich, bez których wiele z tych minifilmów nie tylko nie wyszłoby na dobre, ale wręcz rozpadłoby się pod ciężarem narracyjnych lub koncepcyjnych ambicji (…). Dla Madonny teledyski były czymś więcej niż tylko metodą promocji. Służyły jako platforma dla jej politycznych i społecznych przesłań oraz sposób na oddanie hołdu jej inspiracjom”. Redaktorzy „Billboardu” napisali, że „definiowała epokę, tworząc konceptualne teledyski – nawiązujące do starego Hollywood, a jednocześnie torujące prowokacyjną wizualną ścieżkę ku przyszłości – które były integralną częścią jej ciągle zmieniającego się wizerunku i skrupulatnej kontroli, jaką nad nim sprawowała”.
Jest znana z widowiskowych koncertów i występów na żywo, których charakterystycznym elementem są układy choreograficzne, wykonywane przez nią wraz z tancerzami. Badacze Massimiliano Stramaglia i Tommaso Farina z Uniwersytetu w Maceracie opisali jej występy jako „zorganizowane sekwencje zdarzeń, scenariuszy, znanych tekstów i ruchów”. Dziennikarz Samuel R. Murrian nazwał ją „współczesną mistrzynią performance’u”. Sal Cinquemani z serwisu Slant Magazine określił ją w 2015 jako „najlepszą performerkę naszych czasów”, dodając: „jej występy zawsze miały charakter teatralny, łącząc tradycyjne motywy koncertów rockowych z opowiadaniem historii”. Jej biograf, J. Randy Taraborrelli, nazwał jej występy „ekstrawaganckimi eksponatami i chodzącymi wystawami sztuki”. Chris Nelson z „The New York Timesa” opisał, że grała koncerty, „na których nie tylko można było podziwiać wyszukane kostiumy i precyzyjnie zsynchronizowane pokazy pirotechniczne, ale także bardzo wyczynowy taniec”, czego ceną jest sporadyczne korzystanie z playbacku. W 2004 Elton John skrytykował ją: „Każdy, kto publicznie korzysta na scenie z playbacku, za co każe sobie płacić 134 dolary, powinien zostać zastrzelony”. Była również krytykowana, a nawet pozywana za rozpoczynanie koncertów ze sporym opóźnieniem.

### Kontrowersje
Od pierwszych lat kariery Madonna wywoływała kontrowersje ze względu na elementy swojej twórczości i wypowiedzi. „The Daily Telegraph” nazwał ją „profesjonalną prowokatorką”. W 2013 wyznała: „Lubię prowokacje, są one w moim DNA. Jednak w 9 na 10 przypadków stoi za tym konretny powód”.
Wielokrotnie była krytykowana za prezentowanie elementów seksualnych i nagości. Dziennikarz John Murph wspominał, że już na początku kariery wywołała „ogólnokrajowe zamieszanie” w środowiskach konserwatywnych. W 1985 skandal medialny wywołały publikacje w magazynach „Penthouse” i „Playboy” jej nagich zdjęć, zrobionych w czasach, gdy jeszcze nie była popularna. W 1990 wywołała poruszenie medialne występem z piosenką „Like a Virgin” na trasie koncertowej Blond Ambition World Tour, podczas którego symulowała masturbację. W Toronto policja groziła jej aresztowaniem, jeśli nie ocenzuruje występu (ostatecznie nie dokonała cenzury i nie została aresztowana). Szczególne skandalizująca była jej działalność w latach 1992–1993, gdy prezentowała elementy seksualne w swojej twórczości, w tym w książce Sex, na albumie Erotica i podczas trasy The Girlie Show. Joe Lynch z magazynu „Billboard” nazwał Erotikę najbardziej kontrowersyjnym albumem popowym lat 90. Część środowisk, w tym politycznych i religijnych, nawoływało do bojkotu koncertów w ramach The Girlie Show. Jej biograf, J. Randy Taraborrelli, ocenił, że w oczach mediów i części fanów „posunęła się wtedy za daleko”. Po latach Madonna wyznała, że nie żałuje tego okresu, dodając: „Interesowało mnie naciskanie przycisków, buntowanie się, złośliwość i próby naginania zasad”. Wspominała także, że prasa nazywała ją dziwką, wiedźmą i szatanem, zwracając uwagę na niesprawiedliwość, jako że mężczyźni nie byli w tamtych czasach krytykowani za prezentowanie nagości.

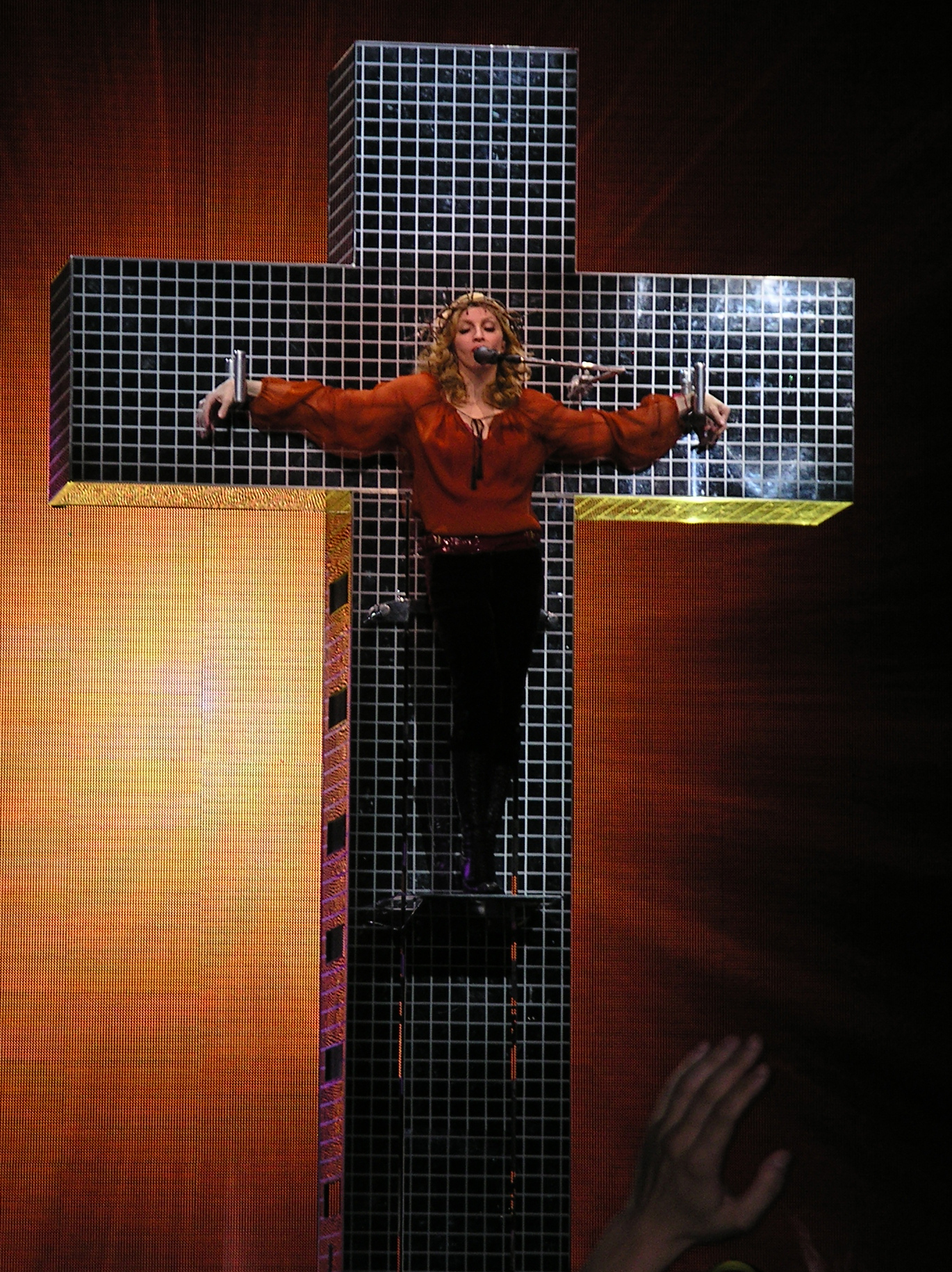
Madonna podczas kontrowersyjnego występu z piosenką „Live to Tell” podczas koncertu w Paryżu w ramach trasy Confessions Tour (2006)

Wielokrotnie była też krytykowana za wykorzystywanie w swojej twórczości ikonografii religijnej, zwłaszcza chrześcijańskiej. Dziennikarka Gail Walker napisała: „Jako pierwsza osoba w kulturze mainstreamowej wprowadziła symbolikę religijną do muzyki pop. Z pewnością było to kontrowersyjne, ale głównie ze względu na nowość i siłę oddziaływania, a nie z powodu faktycznego «bluźnierstwa» czy świętokradztwa”. Skandal medialny wywołał w 1989 teledysk „Like a Prayer”, przedstawiający sceny duchowego i seksualnego uniesienia w kościele oraz płonących krzyży, a rok później trasa koncertowa Blond Ambition World Tour, podczas której scenografia przypominała kościół katolicki. W odpowiedzi na protesty przedsiębiorstwo Pepsi-Cola wycofało trwającą kampanię reklamową z udziałem „Like a Prayer”. Watykan potępił Madonnę i wzywał do bojkotu występu w Rzymie, a gazeta „L’Osservatore Romano” opisała koncert jako „grzeszny, bluźnierczy i absolutnie haniebny”. W tym samym roku artystka została skrytykowana przez Centrum Szymona Wiesenthala za, w ich interpretacji, antysemickie słowa piosenki „The Beast Within”, bazujące na cytatach z Apokalipsy św. Jana. W 2006 skandal wywołał występ z piosenką „Live to Tell” na trasie Confessions Tour, podczas którego śpiewała z koroną cierniową na głowie, przywieszona do krucyfiksa. Artystkę krytykowali przedstawiciele Kościołów i organizacji religijnych, w tym chrześcijańskich, muzułmańskich i żydowskich. Kardynał Ersilio Tonini wyraził opinię, że powinna zostać ekskomunikowana, z kolei prokuratura w Düsseldorfie zagroziła jej postawieniem zarzutów o bluźnierstwo. W 2009 wywołała w Polsce protest środowisk prawicowych w związku z zorganizowaniem koncertu w Warszawie w katolickie święto Wniebowzięcia Najświętszej Maryi Panny.
Była krytykowana za wypowiedzi polityczne, w tym podczas koncertów. W 2012 zaprezentowała podczas trasy koncertowej The MDNA Tour film, przedstawiający francuską polityk Marine Le Pen z umieszczoną na czole swastyką, w odpowiedzi na co Le Pen zagroziła jej pozwem. W trakcie koncertu w Petersburgu wypowiedziała się przeciwko prześladowaniom wobec społeczności LGBT w Rosji. W odpowiedzi Rząd Federacji Rosyjskiej nałożył na nią karę w wysokości miliona dolarów, której, jak przyznała po latach, nigdy nie zapłaciła. W 2019 była krytykowana za decyzję o występie na finale Konkursu Piosenki Eurowizji 2019 w Tel Awiwie, w obliczu trwającego konfliktu izraelsko-palestyńskiego. Elementem występu było wspólne przejście tancerzy noszących flagi Palestyny i Izraela, wskutek czego organizator Eurowizji, Europejska Unia Nadawców, skrytykował ją za złamanie regulaminu, zakazującego prezentację elementów politycznych na scenie.

## Sukcesy i osiągnięcia
Znalazła się w Księdze rekordów Guinnessa za sprawą największego sukcesu komercyjnego spośród wszystkich kobiet w historii muzyki. Według edycji księgi z 2023, sprzedała co najmniej 400 milionów nagrań (wliczając albumy i single). Wyższy wynik w historii przemysłu muzycznego osiągnęli tylko The Beatles, Elvis Presley i Michael Jackson, co stawia ją na pierwszym miejscu pośród kobiet. W Stanach Zjednoczonych jej sprzedaż nagrań na podstawie certyfikatów wydanych przez Recording Industry Association of America (RIAA) wynosi 66,5 miliona egzemplarzy. Jest to jeden z najwyższych wyników w historii, w tym trzeci najwyższy spośród kobiet, zaraz za Mariah Carey i Barbrą Streisand. W 1999 RIAA poinformowało, że w XX wieku sprzedała w Stanach najwięcej nagrań spośród kobiet w muzyce rockowej. 12 jej albumów zostało certyfikowane w Stanach wielokrotną platyną, co jest najwyższym wynikiem w historii spośród kobiet, na równi ze Streisand. W dekadzie 2000–2009 sprzedała w Stanach najwięcej singli spośród wszystkich wykonawców. Według danych British Phonographic Industry, w Wielkiej Brytanii była do 2012 czwartym artystą z największą liczbą sprzedanych singli, a do 2013 otrzymała najwięcej certyfikatów spośród wszystkich wykonawców w historii.

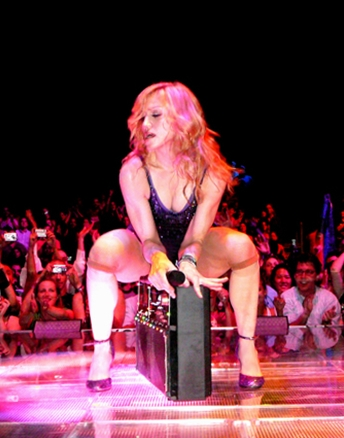
Madonna podczas koncertu w Filadelfii w ramach trasy Confessions Tour (2006)

Ustanowiła rekord najczęstszego osiągania pierwszych miejsc notowań „Billboardu”. Złożyło się na to między innymi 50 utworów na Dance Club Songs, co z kolei stanowi rekord największej liczby numerów jeden na pojedynczym notowaniu. 9 jej albumów dotarło do pierwszego miejsca Billboard 200, co jest trzecim najwyższym wynikiem w historii spośród kobiet. Zajmuje drugie miejsce, zaraz za The Beatles, w zestawieniu wykonawców, którzy odnieśli największy sukces (pod względem sumy zdobytych punktów) w historii głównej listy utworów, Hot 100. Do pierwszego miejsca dotarła z 12 pozycjami, co jest szóstym najwyższym wynikiem w historii, w tym trzecim pośród kobiet. W pierwszej piątce uplasowało się 28 jej utworów, co jest czwartym najwyższym wynikiem w historii. Ustanowiła także rekord największej liczby singli z rzędu, które dotarły do pierwszej piątki (16 w latach 1984–1989). Do pierwszej dziesiątki dotarła z 38 pozycjami, co jest z kolei trzecim najwyższym wynikiem w historii. W Wielkiej Brytanii do pierwszych miejsc notowań dotarło 12 jej albumów i 13 utworów, co w obu przypadkach co jest jednym z najwyższych wyników w historii, przy czym dla utworów najwyższym pośród kobiet. Ponadto była najczęściej odtwarzanym wykonawcą w brytyjskiej przestrzeni publicznej (w tym radiu, telewizjach i miejscach publicznych) w dekadzie 2000–2009. W Niemczech przedsiębiorstwo GfK Entertainment poinformowało w 2017, że odniosła największy sukces na liście singli spośród wszystkich wykonawców zagranicznych w historii.
Jej trasy koncertowe wygenerowały 1,6 miliarda dolarów dochodu z 12,8 miliona sprzedanych biletów. Zajęła piąte miejsce w rankingu wykonawców z najwyższymi łącznymi dochodami z koncertów w karierze, opublikowanym w 2022 przez Pollstar, w tym pierwsze spośród kobiet. W skali globalnej ustanowiła rekordy najbardziej dochodowej trasy solowego wykonawcy (Sticky & Sweet Tour w 2008–2009) i największej widowni w historii koncertów samodzielnych (w Rio de Janeiro w 2024). Pobiła także lokalne rekordy branży koncertowej, w tym największej biletowanej widowni w historii Francji (1987), Szwajcarii (2008) i krajów nordyckich (2009), największej widowni podczas pojedynczej trasy po Australii (1993) oraz najbadziej dochodowego koncertu w Szwecji (2009).
W 2025 „Forbes” oszacował jej wartość netto na 850 milionów dolarów. Daje jej to szóste miejsce w rankingu najbogatszych muzyków i 42. miejsce w zestawieniu najbogatszych samodzielnie zarabiających amerykańskich kobiet, w tym piąte spośród kobiet z przemysłu rozrywkowego. Trzykrotnie (w 2005, 2009 i 2013) była najlepiej zarabiającym wykonawcą muzycznym roku (pośród solistów i zespołów). W rankingu zawężonym do kobiet zajmowała pierwsze miejsce 11-krotnie.
Jest laureatką 7 nagród Grammy z 28 nominacji. Zdobyła także między innymi 20 MTV Video Music Awards (co do 2016 było najwyższym wynikiem w historii), 2 Brit Awards, 2 Złote Globy, 3 American Music Awards, 5 Billboard Music Awards, 4 Europejskie Nagrody Muzyczne MTV i Fryderyka. Jest laureatką honorowych nagród za całokształt twórczości, w tym MTV Video Music Award w kategorii Video Vanguard Award (1986), specjalnej Billboard Music Award za osiągnięcia artystyczne (1996) i francuskiej NRJ Music Award (2004). W 2004 była jednym z pięciu wykonawców wprowadzonych do nowo powstałej brytyjskiej hali sław UK Music Hall of Fame. W 2008 została wprowadzona do amerykańskiej Rock and Roll Hall of Fame, w pierwszym roku, gdy dopuszczał to regulamin (czyli 25 lat od wydania debiutanckiego nagrania). Trzykrotnie (w 2014, 2016 i 2017) była nominowana do hali sław autorów piosenek, Songwriters Hall of Fame, ale nie została wprowadzona.

## Dziedzictwo

### Kultura

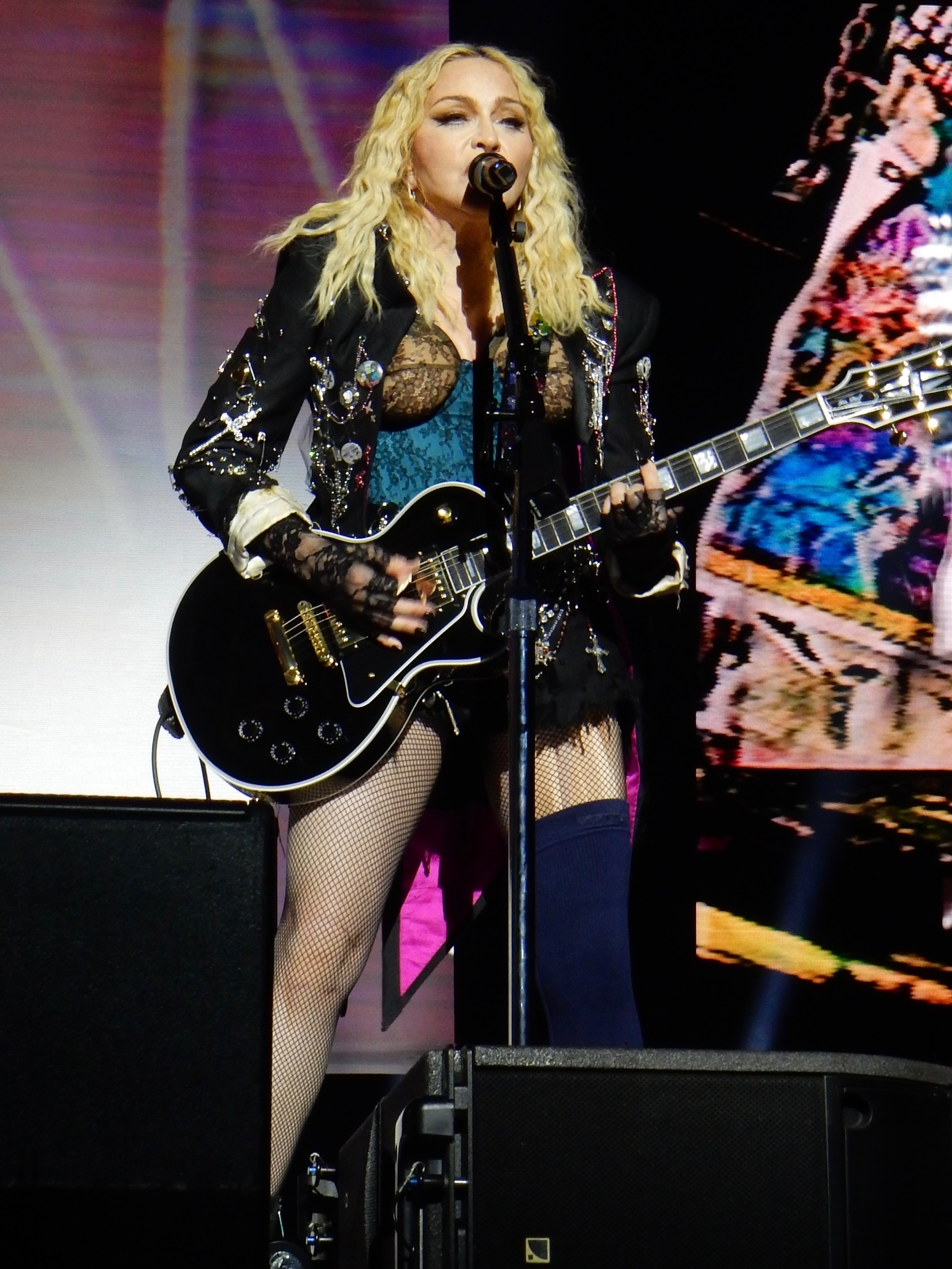
Madonna podczas koncertu w Antwerpii w ramach trasy The Celebration Tour (2023)

Dziedzictwo kulturowe Madonny stało się obiektem licznych badań historyków, socjologów i innych badaczy. Magazyn „New York” nazwał ją „jedną z najlepiej przebadanych i najczęściej opisywanych postaci w historii amerykańskiej kultury”, a interdyscyplinane badania nad jej wpływem zyskały nazwę Madonna studies. Janice Min z czasopisma „Billboard” napisała: „Madonna jest jednym z niewielu superartystów, których wpływ i kariera wykraczają poza muzykę (…). Poza tym jest ważną feministką, wyjątkową artystką, która wykorzystała swój wpływ, aby zmienić dyskusję na temat kobiet, seksualności i równych praw”. Laura Craik z „The Daily Telegraph” oceniła, że „wniosła do dyskusji kulturowej więcej niż jakakolwiek inna artystka w historii”, zaś William Langley z tego samego czasopisma napisał, że „zmieniła historię społeczną świata”. Rodrigo Fresán napisał: „Twierdzenie, że Madonna to po prostu gwiazda popu, jest równie niestosowne, jak twierdzenie, że Coca-Cola to tylko napój gazowany. Madonna jest jednym z klasycznych symboli USA”. Magazyn „Rolling Stone” określił ją jako „pierwszą mistrzynię viralowego popu w historii”, zaś Noah Robischon z „Entertainment Weekly” napisał, że „zdefiniowała, przekroczyła i zdefiniowała na nowo kulturę popularną”.
Badacze zwracali uwagę, że jej budowanie seksualnego wizerunku wpłynęło na debatę publiczną na temat seksualności i feminizmu. Elissa Strauss z magazynu „The Forward” wyraziła opinię, że zdefiniowała feminizm trzeciej fali. Dziennikarz Stuart Jeffries nazwał ją w książce Everything, All the Time, Everywhere: How We Became Postmodern dominującym symbolem seksu czasów ponowoczesnych, choć funkcjonującym inaczej niż symbolizująca czasy wcześniejsze Marilyn Monroe. Profesor Marcel Danesi wyraził opinię, że zapoczątkowała nową formę feminizmu, wyzwalając kobiety do wyrażania seksualności na własny sposób, a dziennikarz magazynu „The New Zealand Herald” nazwał ją pionierką inteligentnego seksapilu. Kulturoznawca John Fiske określił, że manifestowane przez nią poczucie siły jest „nierozerwalnie związane z przyjemnością płynącą z posiadania pewnej kontroli nad znaczeniami siebie, seksualności i relacji społecznych”. Politolożka Sheila Jeffreys porównała ją do Monique Wittig, określając za przyczynę jej siły „przyjmowanie z radością roli seksualnej pańszczyzny, tradycyjnie przydzielonej kobietom”. Redaktorzy „The Times” napisali: „Zapoczątkowała rewolucję wśród kobiet w muzyce. Jej postawa i poglądy na temat seksu, nagości, stylu i seksualności zmusiły opinię publiczną do zwrócenia na nią uwagi”. Psycholog Brian McNair wyraził opinię, że za sprawą książki Sex (1992) miała istotny wpływ na przełamanie seksualnych tabu w opinii publicznej. Matt Cain, dziennikarz „The Guardian”, napisał, że od początku kariery „walczyła z podwójnymi standardami, które pozwalają mężczyźnie wyrażać swoją seksualność, ale zachęcają kobietę do tłumienia swojej”. Shmuley Boteach wyraził jednak krytyczne stanowisko, zarzucając jej niszczenie przemysłu muzycznego poprzez wymazywanie granicy pomiędzy muzyką i pornografią oraz wywołanie na piosenkarkach popowych presji, by sprzedawały muzykę poprzez eksponowanie ciała. Podobne opinie wyrażały między innymi piosenkarki Joni Mitchell i Sheryl Crow.
Według badaczy, zyskała uznanie jako świadomy przedsiębiorca o zdolnościach marketingowych. Badacze London Business School ocenili, że na jej sukces miało wpływ rozumienie przemysłu muzycznego, umiejętność rozumienia własnych ograniczeń, chęć do ciężkiej pracy i adaptowania się do zaistniałych warunków. Medioznawca David Bruenger nazwał ją pionierką w zakresie strategii zarządzania marką. Cain napisał: „Madonna była pierwszą gwiazdą popu, która kreowała wizerunek osoby kontrolującej, zdeterminowanej i niezależnej”. Autorzy encyklopedii Routledge International Encyclopedia of Women: Global Women’s Issues and Knowledge wyrazili opinię, że „osiągnęła poziom kontroli finansowej, o jaki kobiety w branży walczyły od dawna”. Erika Russell, dziennikarka MTV, napisała, że „sprzeciwiała się zasadom wcześniej ustalonym dla kobiet grających w głównym nurcie branży, zaciekle walcząc o kontrolę nad swoją produkcją i wizerunkiem”. Według autorów książki The 100 Most Influential Musicians of All Time, wydanej przez Encyklopedia Britannica, „osiągnęła poziom władzy i kontroli, który był niemal bezprecedensowy dla kobiety w branży rozrywkowej”. Redaktorzy „Entertainment Weekly” napisali: „Właściwie nie jest piosenkarką per se, ale to ona stworzyła całą ideę ikony popu, która promuje samą siebie. Jest uosobieniem współczesnej artystki, wiedząc, że współczesny czas skupienia uwagi jest znikomy”. Według badaczy, istotny wpływ na jej karierę miały częste zmiany wizerunku i stylistyki artystycznej. Zdaniem Russell, wpłynęło to na popularność takich rozwiązań u innych artystów i upowszechnienie dzielenia okresów w karierze na epoki.
Dziennikarze i badacze wyrażali opinię, że jej film dokumentalny W łóżku z Madonną (1990) miał wpływ na późniejszą popularność programów telewizyjnych typu reality show i współczesnej kultury celebrytów. Był również wskazywany jako inspiracja dla nurtu muzycznych filmów dokumentalnych.

### Muzyka

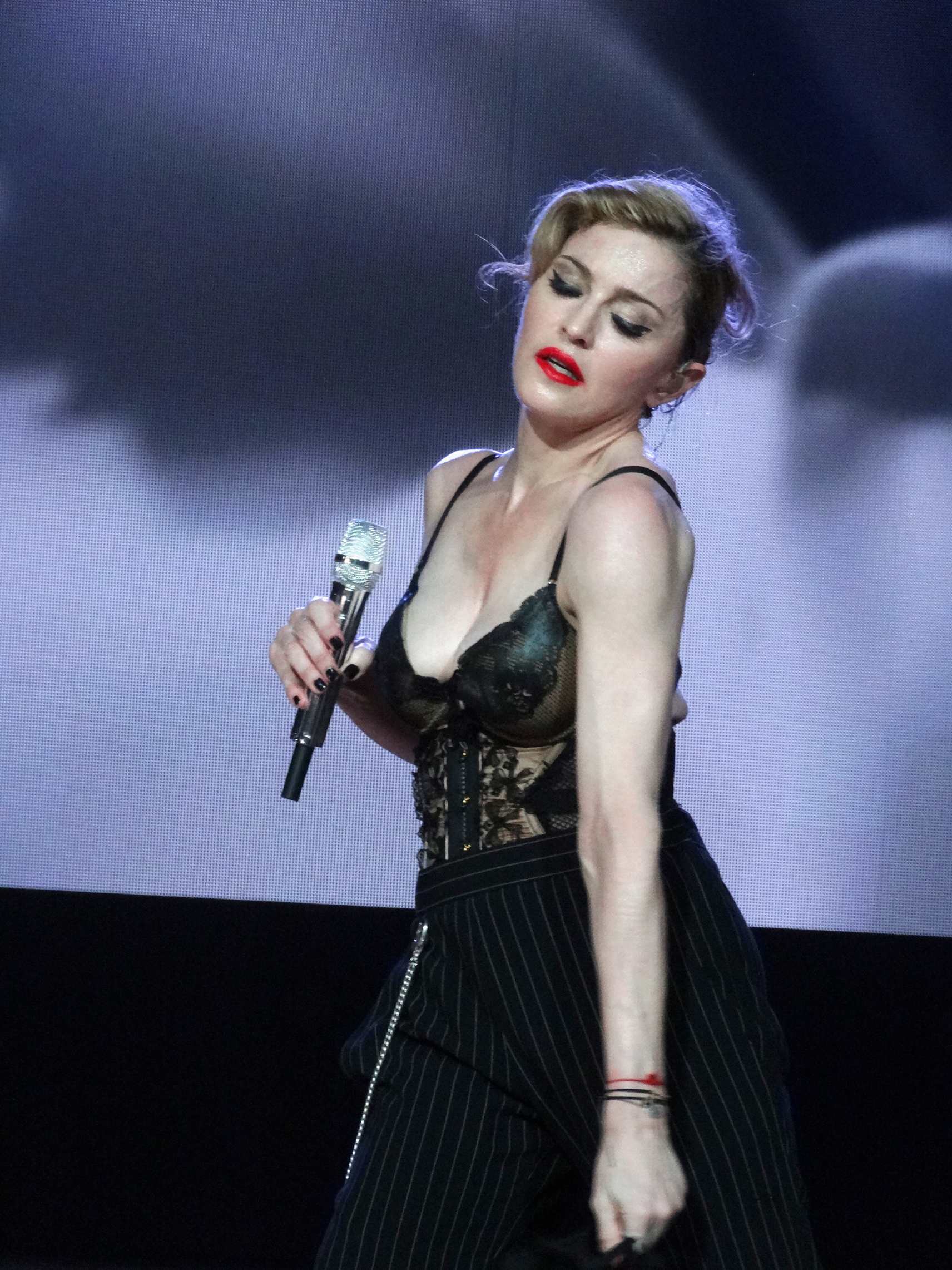
Madonna podczas koncertu w Paryżu w ramach trasy The MDNA Tour (2012)

Jest nazywana „Królową Popu”. Bianca Gracie z magazynu „Spin” napisała: „«Królowa Popu» to za mało, żeby opisać Madonnę – ona jest popem (…), sformułowała wzór tego, jak powinna wyglądać gwiazda popu”. Howard Kramer, dyrektor Rock and Roll Hall of Fame, ocenił: „Madonna i kariera, którą sobie wypracowała, umożliwiły pójście w jej ślady praktycznie każdej innej popowej piosenkarce. Z pewnością podniosła standardy dla wszystkich z nich. Zdefiniowała na nowo kryteria dla artystek”. Autorzy książki Ageing, Popular Culture and Contemporary Feminism napisali: „Sądząc po opiniach, jakie otrzymuje od niemal każdej gwiazdy popu, pozostaje największą kobiecą inspiracją dla charakteru i stylu muzyki pop końcówki XX wieku”. Pośród swoich inspiracji wymienili ją między innymi Adele, Ariana Grande, Beyoncé, Charli XCX Christina Aguilera, Dua Lipa, Gwen Stefani, Jennifer Lopez, Katy Perry, Kylie Minogue, Lady Gaga, Miley Cyrus, Nicki Minaj, Pink, Rihanna, Selena, Shakira i Taylor Swift, a także muzycy rockowi jak Liam Gallagher czy Chester Bennington.
Zdaniem badaczy, miała istotny wpływ na spopularyzowanie sztuki teledysku. Christopher Rosa z VH1 napisał: „Madonna praktycznie wynalazła teledysk”. Krytyk filmowy Armond White ocenił: „Madonna spopularyzowała teledyski, ale także wyprowadziła je poza ramy reklamy produktów przemysłu muzycznego, przekształcając je w zapadającą w pamięć, ekspresyjną formę sztuki”, wskazując ją jako prototyp dla późniejszych autorów świadomych teledysków, jak Lady Gaga czy Björk. Sarah Frink z portalu Consequence napisała: „Madonna pomogła wyznaczyć standard dla teledysku, uznając go za narzędzie, za pomocą którego może promować swój wizerunek jako artysty (…) i za coś więcej niż tylko zło konieczne”. Sal Cinquemani ze Slant Magazine napisał: „Madonna zasłynęła z tego, że stała się pionierką teledysków, które nie tylko stały się niezbędnym narzędziem marketingowym, ale także pełnoprawnym sposobem ekspresji artystycznej”. Dodał też, w temacie promowania muzyki poprzez teledyski: „Żaden inny artysta nie uosabiał tego ideału lepiej niż Madonna, która nieustannie przesuwa granice sztuki wideo i samodzielnie zmieniła sposób, w jaki artyści i muzyka są odbierani”.
Miała także wpływ na upowszechnienie widowiskowych występów na żywo. Chris Nelson z „The New York Timesa” napisał, że „ustanowiła nowe standardy widowiskowości” w dziedzinie koncertu. W szczególności za przełom uznawana jest jej trasa koncertowa Blond Ambition World Tour (1990). Sarah Churchwell napisała, że „powszechnie uchodzi za matkę dzisiejszych multimedialnych ekstrawaganckich koncertów, łączących sztukę performatywną, teatr, taniec, modę i wideo z piosenkami pop”. Według Drew Mackie z magazynu „People”, stanowi ona powód, dlaczego „dziś większość dużych tras koncertowych to pełnowymiarowe produkcje ze zmianami kostiumów, efektami specjalnymi, rozbudowaną scenografią i dramaturgią, która pozwala wczuć się lepiej niż przy tylko śpiewaniu do mikrofonu”. Według redaktorów „The New York Timesa”, „pomogła zapewnić Madonnie pozycję głównego architekta współczesnego spektaklu pop”, zaś zdaniem Matta Caina z „The Guardian” „stworzyła nowoczesną ekstrawagancję tras koncertowych”. W szczególności trasa upowszechniła podział koncertu na akty, podzielone zmianami kostiumów i scenografii, projekty oświetlenia, projekcje na ekranie w tle oraz wykonywanie zaawansowanych choreografii, możliwych dzięki śpiewaniu do mikrofonu słuchawkowego (przymocowanego do głowy, bez konieczności trzymania w ręce).
W ocenie Stephena Thomasa Erlewine’a, krytyka muzycznego i redaktora serwisu AllMusic, w latach 80. odegrała dużą rolę w popularyzacji muzyki tanecznej w mainstreamie. Arie Kaplan nazwał ją w książce American Pop: Hit Makers, Superstars, and Dance Revolutionaries pionierką dance-popu. Dziennikarz David Barton napisał: „Wykonawcy muzyki tanecznej mają u Madonny wielki dług wdzięczności. Jej sukces ustanowił precedens, pozwalając artystom tanecznym, w tym wielu czarnoskórym, dostać się do popowego radia (…). Ale co ważniejsze, Madonna przywróciła radosnego, beztroskiego ducha popu w sposób zdrowy i mądry, a nie słaby i głupi”. Zdaniem dziennikarzy i badaczy, album Ray of Light (1998) pomógł spopularyzować w mainstreamie elektronikę, wcześniej uchodzącą za muzykę undergroundową. W opinii Joego Lyncha z „Billboardu”, singel „Justify My Love” (1990) miał wpływ na upowszechnienie trip hopu, zaś album Confessions on a Dance Floor (2005) na przywrócenie uznania dla disco. Komentatorzy zwracali też uwagę na spopularyzowanie przez Madonnę wydawania remiksów, które zmieniały całkowicie strukturę oryginalnych utworów, a nie były tylko ich wydłużonymi wersjami.

### Rankingi
Na koniec lat 80. „Billboard” i MTV nazwali ją artystą dekady. W 2004 magazyn „Rolling Stone” przyznał jej 36. miejsce w rankingu 100 najlepszych artystów wszech czasów, zaś w 2015 56. pozycję zestawienia 100 najlepszych autorów piosenek wszech czasów. W 2003 umieścił na liście 500 najlepszych albumów wszech czasów cztery jej pozycje: Like a Prayer na 237. miejscu, The Immaculate Collection na 278., Ray of Light na 363. i Music na 452., zaś rok później uplasował „Like a Prayer” na 306. miejscu zestawienia 500 najlepszych utworów wszech czasów. Kolejno w 2003 i 2020 MTV i „Billboard” przyznali jej pierwsze miejsca w swoich rankingach najlepszych twórców teledysków w historii. W 2012 VH1 uplasował ją na pierwszym miejscu rankingu 100 najlepszych kobiet w muzyce. Znalazła się także w zestawieniach: 100 najważniejszych Amerykanów Discovery Channel, 100 najbardziej wpływowych Amerykanów i 100 kobiet Encyklopedii Britanniki, 25 najbardziej wpływowych kobiet minionego wieku „Time’a” i 100 kobiet stulecia „Variety”. W 2020 „Time” umieścił ją w rankingu 100 kobiet roku z okazji 100-lecia historii kobiet, jako reprezentantkę roku 1989. W 2023 Like a Virgin został wprowadzony przez Bibliotekę Kongresu na listę National Recording Registry albumów o istotnym znaczeniu kulturowym i historycznym.

## Dorobek artystyczny

### Muzyka
Albumy studyjne
- Madonna (1983)
- Like a Virgin (1984)
- True Blue (1986)
- Like a Prayer (1989)
- Erotica (1992)
- Bedtime Stories (1994)
- Ray of Light (1998)
- Music (2000)
- American Life (2003)
- Confessions on a Dance Floor (2005)
- Hard Candy (2008)
- MDNA (2012)
- Rebel Heart (2015)
- Madame X (2019)

Ścieżki dźwiękowe
- Who’s That Girl (1987)
- I’m Breathless (1990)
- Evita (1996)

### Teatr
| Rok  | Tytuł             | Rola     | Dramaturg        | Teatr                             | Źr.     |
| ---- | ----------------- | -------- | ---------------- | --------------------------------- | ------- |
| 1986 | Goose and Tom-Tom | Lorraine | David Rabe       | Lincoln Center Theater, Nowy Jork | [ 97 ]  |
| 1988 | Przerżnąć sprawę  | Karen    | David Mamet      | Royale Theatre, Nowy Jork         | [ 108 ] |
| 2002 | Up for Grabs      | Loren    | David Williamson | Wyndham’s Theatre, Londyn         | [ 188 ] |

### Trasy koncertowe
- The Virgin Tour (1985)
- Who’s That Girl World Tour (1987)
- Blond Ambition World Tour (1990)
- The Girlie Show (1993)
- Drowned World Tour (2001)
- Re-Invention World Tour (2004)
- Confessions Tour (2006)
- Sticky & Sweet Tour (2008–2009)
- The MDNA Tour (2012)
- Rebel Heart Tour (2015–2016)
- Madame X Tour (2019–2020)
- The Celebration Tour (2023–2024)